# فهرست خورشیدگرفتگی‌های سده ۷ (میلادی)
این فهرست شامل فهرست خورشیدگرفتگی‌های قرن ۷ میلادی است که در طی دورهٔ سال ۶۰۱ میلادی تا ۷۰۰ میلادی روی داده‌اند. در این دوره، ۲۵۱ خورشیدگرفتگی رخ داد که ۹۰ مورد آن خورشیدگرفتگی جزئی، ۹۰ مورد خورشیدگرفتگی حلقه‌ای، ۶۷ خورشیدگرفتگی کامل و ۴ مورد نیز از نوع خورشیدگرفتگی مرکب بود.
| تاریخ          | زمان بزرگ‌ترین گرفت | چرخهٔ ساروس | نوع    | قدر    | مدت زمان          | مکان                                            | مسیر گرفتگی            | ناحیهٔ جغرافیایی | منبع(ها) |
| -------------- | ------------------ | ---------- | ------ | ------ | ----------------- | ----------------------------------------------- | ---------------------- | --------------- | -------- |
| ۱۰ مارس ۶۰۱    | ۰۹:۴۰:۳۴           | ۷۸         | کامل   | ۱٫۰۳۲۷ | ۰۲ دقیقه ۴۷ ثانیه | ۳۵°۱۸′شمالی ۴۳°۰۶′شرقی / ۳۵٫۳°شمالی ۴۳٫۱°شرقی   | ۱۴۴ کیلومتر (۸۹ مایل)  |                 | [ ۱ ]    |
| ۲ سپتامبر ۶۰۱  | ۱۲:۱۴:۵۱           | ۸۳         | حلقه‌ای | ۰٫۹۸۲۸ | ۰۱ دقیقه ۳۴ ثانیه | ۴۳°۳۰′جنوبی ۳°۱۸′غربی / ۴۳٫۵°جنوبی ۳٫۳°غربی     | ۱۰۱ کیلومتر (۶۳ مایل)  |                 | [ ۱ ]    |
| ۲۷ فوریه ۶۰۲   | ۲۰:۳۴:۴۰           | ۸۸         | حلقه‌ای | ۰٫۹۷۸۷ | ۰۲ دقیقه ۲۳ ثانیه | ۱۱°۳۶′جنوبی ۱۰۴°۱۸′غربی / ۱۱٫۶°جنوبی ۱۰۴٫۳°غربی | ۷۶ کیلومتر (۴۷ مایل)   |                 | [ ۱ ]    |
| ۲۳ اوت ۶۰۲     | ۰۰:۰۴:۰۰           | ۹۳         | کامل   | ۱٫۰۴۶۵ | ۰۴ دقیقه ۲۶ ثانیه | ۹°۳۰′شمالی ۱۶۱°۴۲′غربی / ۹٫۵°شمالی ۱۶۱٫۷°غربی   | ۱۵۵ کیلومتر (۹۶ مایل)  |                 | [ ۱ ]    |
| ۱۷ فوریه ۶۰۳   | ۰۰:۰۲:۰۳           | ۹۸         | حلقه‌ای | ۰٫۹۲۷۴ | ۰۶ دقیقه ۱۳ ثانیه | ۶۳°۲۴′جنوبی ۱۲۸°۲۴′غربی / ۶۳٫۴°جنوبی ۱۲۸٫۴°غربی | ۴۸۱ کیلومتر (۲۹۹ مایل) |                 | [ ۱ ]    |
| ۱۲ اوت ۶۰۳     | ۱۶:۲۳:۳۴           | ۱۰۳        | کامل   | ۱٫۰۶۷۱ | ۰۴ دقیقه ۳۳ ثانیه | ۵۶°۲۴′شمالی ۲۹°۱۸′غربی / ۵۶٫۴°شمالی ۲۹٫۳°غربی   | ۳۰۱ کیلومتر (۱۸۷ مایل) |                 | [ ۱ ]    |
| ۷ ژانویه ۶۰۴   | ۰۵:۵۳:۳۰           | ۷۰         | جزئی   | ۰٫۱۴۷۵ | —                 | ۶۷°۳۶′شمالی ۱۰۶°۴۲′شرقی / ۶۷٫۶°شمالی ۱۰۶٫۷°شرقی | —                      |                 | [ ۱ ]    |
| ۵ فوریه ۶۰۴    | ۲۳:۲۹:۰۰           | ۱۰۸        | جزئی   | ۰٫۰۹۴۸ | —                 | ۷۰°۱۸′جنوبی ۹°۳۰′غربی / ۷۰٫۳°جنوبی ۹٫۵°غربی     | —                      |                 | [ ۱ ]    |
| ۲ ژوئیه ۶۰۴    | ۲۳:۴۶:۵۸           | ۷۵         | جزئی   | ۰٫۶۹۱۸ | —                 | ۶۷°۰۰′جنوبی ۱۵۶°۳۶′غربی / ۶۷٫۰°جنوبی ۱۵۶٫۶°غربی | —                      |                 | [ ۱ ]    |
| ۱ اوت ۶۰۴      | ۰۸:۳۷:۵۱           | ۱۱۳        | جزئی   | ۰٫۱۹۸۱ | —                 | ۶۹°۳۰′شمالی ۱۴۰°۴۲′غربی / ۶۹٫۵°شمالی ۱۴۰٫۷°غربی | —                      |                 | [ ۱ ]    |
| ۲۶ دسامبر ۶۰۴  | ۱۲:۲۳:۳۹           | ۸۰         | حلقه‌ای | ۰٫۹۸۸۴ | ۰۱ دقیقه ۱۴ ثانیه | ۲۳°۱۸′شمالی ۱۶°۳۶′شرقی / ۲۳٫۳°شمالی ۱۶٫۶°شرقی   | ۵۹ کیلومتر (۳۷ مایل)   |                 | [ ۱ ]    |
| ۲۲ ژوئیه ۶۰۵   | ۰۸:۰۲:۳۹           | ۸۵         | حلقه‌ای | ۰٫۹۷۲۲ | ۰۳ دقیقه ۳۵ ثانیه | ۱°۴۸′جنوبی ۸۰°۳۶′شرقی / ۱٫۸°جنوبی ۸۰٫۶°شرقی     | ۱۱۰ کیلومتر (۶۸ مایل)  |                 | [ ۱ ]    |
| ۱۶ دسامبر ۶۰۵  | ۰۱:۲۸:۰۹           | ۹۰         | کامل   | ۱٫۰۳۸۹ | ۰۳ دقیقه ۳۷ ثانیه | ۲۲°۴۲′جنوبی ۱۷۷°۳۶′شرقی / ۲۲٫۷°جنوبی ۱۷۷٫۶°شرقی | ۱۳۱ کیلومتر (۸۱ مایل)  |                 | [ ۱ ]    |
| ۱۱ ژوئیه ۶۰۶   | ۰۹:۵۰:۵۳           | ۹۵         | حلقه‌ای | ۰٫۹۴۸۳ | ۰۵ دقیقه ۳۵ ثانیه | ۴۳°۰۶′شمالی ۴۶°۳۰′شرقی / ۴۳٫۱°شمالی ۴۶٫۵°شرقی   | ۲۰۲ کیلومتر (۱۲۶ مایل) |                 | [ ۱ ]    |
| ۵ دسامبر ۶۰۶   | ۱۷:۰۸:۴۲           | ۱۰۰        | کامل   | ۱٫۰۳۷۴ | ۰۲ دقیقه ۳۱ ثانیه | ۶۲°۰۶′جنوبی ۷۵°۰۰′غربی / ۶۲٫۱°جنوبی ۷۵٫۰°غربی   | ۱۶۵ کیلومتر (۱۰۳ مایل) |                 | [ ۱ ]    |
| ۳۱ مه ۶۰۷      | ۱۱:۱۴:۱۴           | ۱۰۵        | جزئی   | ۰٫۸۱۴۰ | —                 | ۶۴°۰۰′شمالی ۱۱۷°۳۰′غربی / ۶۴٫۰°شمالی ۱۱۷٫۵°غربی | —                      |                 | [ ۱ ]    |
| ۲۶ اکتبر ۶۰۷   | ۱۶:۵۸:۲۱           | ۷۲         | جزئی   | ۰٫۱۵۸۵ | —                 | ۶۱°۴۲′شمالی ۴°۴۲′شرقی / ۶۱٫۷°شمالی ۴٫۷°شرقی     | —                      |                 | [ ۱ ]    |
| ۲۵ نوامبر ۶۰۷  | ۰۶:۴۴:۱۶           | ۱۱۰        | جزئی   | ۰٫۳۳۲۷ | —                 | ۶۳°۴۲′جنوبی ۴۶°۲۴′غربی / ۶۳٫۷°جنوبی ۴۶٫۴°غربی   | —                      |                 | [ ۱ ]    |
| ۲۰ آوریل ۶۰۸   | ۰۹:۳۶:۳۷           | ۷۷         | کامل   | ۱٫۰۳۵۸ | ۰۲ دقیقه ۵۱ ثانیه | ۳۸°۱۸′جنوبی ۸۲°۰۰′شرقی / ۳۸٫۳°جنوبی ۸۲٫۰°شرقی   | ۲۱۴ کیلومتر (۱۳۳ مایل) |                 | [ ۱ ]    |
| ۱۴ اکتبر ۶۰۸   | ۲۰:۴۲:۴۴           | ۸۲         | حلقه‌ای | ۰٫۹۲۵۷ | ۰۷ دقیقه ۳۳ ثانیه | ۳۸°۳۰′شمالی ۸۶°۰۰′غربی / ۳۸٫۵°شمالی ۸۶٫۰°غربی   | ۴۶۸ کیلومتر (۲۹۱ مایل) |                 | [ ۱ ]    |
| ۱۰ آوریل ۶۰۹   | ۰۱:۳۵:۴۰           | ۸۷         | کامل   | ۱٫۰۷۳۰ | ۰۶ دقیقه ۰۰ ثانیه | ۴°۳۰′شمالی ۱۷۷°۳۶′شرقی / ۴٫۵°شمالی ۱۷۷٫۶°شرقی   | ۲۳۸ کیلومتر (۱۴۸ مایل) |                 | [ ۱ ]    |
| ۳ اکتبر ۶۰۹    | ۲۰:۰۷:۳۹           | ۹۲         | حلقه‌ای | ۰٫۹۲۹۸ | ۰۸ دقیقه ۰۹ ثانیه | ۰°۵۴′شمالی ۱۰۲°۰۶′غربی / ۰٫۹°شمالی ۱۰۲٫۱°غربی   | ۲۶۵ کیلومتر (۱۶۵ مایل) |                 | [ ۱ ]    |
| ۳۰ مارس ۶۱۰    | ۱۸:۱۱:۴۶           | ۹۷         | کامل   | ۱٫۰۴۸۵ | ۰۳ دقیقه ۳۴ ثانیه | ۳۹°۱۲′شمالی ۹۶°۲۴′غربی / ۳۹٫۲°شمالی ۹۶٫۴°غربی   | ۲۰۸ کیلومتر (۱۲۹ مایل) |                 | [ ۱ ]    |
| ۲۲ سپتامبر ۶۱۰ | ۲۲:۴۶:۳۰           | ۱۰۲        | حلقه‌ای | ۰٫۹۶۷۸ | ۰۳ دقیقه ۰۰ ثانیه | ۳۲°۱۲′جنوبی ۱۶۴°۳۶′غربی / ۳۲٫۲°جنوبی ۱۶۴٫۶°غربی | ۱۴۲ کیلومتر (۸۸ مایل)  |                 | [ ۱ ]    |
| ۱۸ فوریه ۶۱۱   | ۱۷:۱۸:۲۰           | ۶۹         | جزئی   | ۰٫۳۲۴۵ | —                 | ۶۱°۱۸′جنوبی ۵۳°۴۸′شرقی / ۶۱٫۳°جنوبی ۵۳٫۸°شرقی   | —                      |                 | [ ۱ ]    |
| ۲۰ مارس ۶۱۱    | ۰۶:۴۶:۳۳           | ۱۰۷        | جزئی   | ۰٫۲۰۶۵ | —                 | ۶۱°۰۰′شمالی ۸°۲۴′شرقی / ۶۱٫۰°شمالی ۸٫۴°شرقی     | —                      |                 | [ ۱ ]    |
| ۱۳ اوت ۶۱۱     | ۲۳:۴۱:۱۶           | ۷۴         | جزئی   | ۰٫۳۷۲۳ | —                 | ۶۱°۵۴′شمالی ۳۷°۱۸′غربی / ۶۱٫۹°شمالی ۳۷٫۳°غربی   | —                      |                 | [ ۱ ]    |
| ۱۲ سپتامبر ۶۱۱ | ۰۸:۴۹:۳۴           | ۱۱۲        | جزئی   | ۰٫۴۹۲۹ | —                 | ۶۰°۵۴′جنوبی ۱۷°۵۴′غربی / ۶۰٫۹°جنوبی ۱۷٫۹°غربی   | —                      |                 | [ ۱ ]    |
| ۷ فوریه ۶۱۲    | ۱۸:۵۴:۱۴           | ۷۹         | حلقه‌ای | ۰٫۹۲۲۱ | ۰۷ دقیقه ۰۲ ثانیه | ۵۳°۰۰′جنوبی ۵۱°۲۴′غربی / ۵۳٫۰°جنوبی ۵۱٫۴°غربی   | ۴۰۷ کیلومتر (۲۵۳ مایل) |                 | [ ۱ ]    |
| ۲ اوت ۶۱۲      | ۱۶:۳۳:۱۸           | ۸۴         | کامل   | ۱٫۰۶۷۹ | ۰۴ دقیقه ۳۵ ثانیه | ۵۱°۳۰′شمالی ۲۶°۳۰′غربی / ۵۱٫۵°شمالی ۲۶٫۵°غربی   | ۲۸۰ کیلومتر (۱۷۰ مایل) |                 | [ ۱ ]    |
| ۲۶ ژانویه ۶۱۳  | ۱۸:۳۱:۵۹           | ۸۹         | حلقه‌ای | ۰٫۹۳۶۳ | ۰۷ دقیقه ۳۵ ثانیه | ۱۷°۵۴′جنوبی ۷۴°۵۴′غربی / ۱۷٫۹°جنوبی ۷۴٫۹°غربی   | ۲۳۷ کیلومتر (۱۴۷ مایل) |                 | [ ۱ ]    |
| ۲۳ ژوئیه ۶۱۳   | ۰۷:۵۹:۲۷           | ۹۴         | کامل   | ۱٫۰۳۵۸ | ۰۳ دقیقه ۲۸ ثانیه | ۱۳°۲۴′شمالی ۷۸°۰۰′شرقی / ۱۳٫۴°شمالی ۷۸٫۰°شرقی   | ۱۲۱ کیلومتر (۷۵ مایل)  |                 | [ ۱ ]    |
| ۱۵ ژانویه ۶۱۴  | ۲۳:۲۷:۲۳           | ۹۹         | حلقه‌ای | ۰٫۹۷۸۲ | ۰۲ دقیقه ۱۹ ثانیه | ۲۲°۱۲′شمالی ۱۶۲°۳۰′غربی / ۲۲٫۲°شمالی ۱۶۲٫۵°غربی | ۱۰۸ کیلومتر (۶۷ مایل)  |                 | [ ۱ ]    |
| ۱۲ ژوئیه ۶۱۴   | ۱۷:۴۲:۵۴           | ۱۰۴        | حلقه‌ای | ۰٫۹۷۲۲ | ۰۲ دقیقه ۴۱ ثانیه | ۴۳°۴۲′جنوبی ۸۴°۴۸′غربی / ۴۳٫۷°جنوبی ۸۴٫۸°غربی   | ۲۵۹ کیلومتر (۱۶۱ مایل) |                 | [ ۱ ]    |
| ۷ دسامبر ۶۱۴   | ۰۰:۲۹:۴۰           | ۷۱         | جزئی   | ۰٫۳۴۴۵ | —                 | ۶۷°۰۰′جنوبی ۱۰°۱۲′شرقی / ۶۷٫۰°جنوبی ۱۰٫۲°شرقی   | —                      |                 | [ ۱ ]    |
| ۵ ژانویه ۶۱۵   | ۱۱:۲۲:۵۶           | ۱۰۹        | جزئی   | ۰٫۳۷۱۲ | —                 | ۶۴°۱۲′شمالی ۰°۳۶′غربی / ۶۴٫۲°شمالی ۰٫۶°غربی     | —                      |                 | [ ۱ ]    |
| ۲ ژوئیه ۶۱۵    | ۰۵:۳۵:۰۰           | ۷۶         | جزئی   | ۰٫۷۳۳۹ | —                 | ۶۷°۲۴′شمالی ۶۱°۱۸′غربی / ۶۷٫۴°شمالی ۶۱٫۳°غربی   | —                      |                 | [ ۱ ]    |
| ۲۶ نوامبر ۶۱۵  | ۱۶:۰۴:۲۳           | ۸۱         | کامل   | ۱٫۰۲۸۲ | ۰۱ دقیقه ۵۴ ثانیه | ۶۷°۰۰′جنوبی ۵۱°۴۲′غربی / ۶۷٫۰°جنوبی ۵۱٫۷°غربی   | ۱۳۷ کیلومتر (۸۵ مایل)  |                 | [ ۱ ]    |
| ۲۱ مه ۶۱۶      | ۰۸:۱۰:۴۲           | ۸۶         | حلقه‌ای | ۰٫۹۸۰۳ | ۰۱ دقیقه ۵۹ ثانیه | ۴۰°۵۴′شمالی ۷۲°۱۲′شرقی / ۴۰٫۹°شمالی ۷۲٫۲°شرقی   | ۷۴ کیلومتر (۴۶ مایل)   |                 | [ ۱ ]    |
| ۱۵ نوامبر ۶۱۶  | ۰۴:۱۶:۲۱           | ۹۱         | حلقه‌ای | ۰٫۹۸۴۳ | ۰۱ دقیقه ۴۳ ثانیه | ۲۱°۲۴′جنوبی ۱۳۱°۳۰′شرقی / ۲۱٫۴°جنوبی ۱۳۱٫۵°شرقی | ۵۶ کیلومتر (۳۵ مایل)   |                 | [ ۱ ]    |
| ۱۰ مه ۶۱۷      | ۱۷:۳۹:۲۹           | ۹۶         | کامل   | ۱٫۰۳۴۰ | ۰۳ دقیقه ۳۲ ثانیه | ۷°۲۴′جنوبی ۶۳°۱۲′غربی / ۷٫۴°جنوبی ۶۳٫۲°غربی     | ۱۲۷ کیلومتر (۷۹ مایل)  |                 | [ ۱ ]    |
| ۴ نوامبر ۶۱۷   | ۰۹:۳۱:۱۸           | ۱۰۱        | حلقه‌ای | ۰٫۹۳۱۴ | ۰۸ دقیقه ۲۵ ثانیه | ۲۶°۳۶′شمالی ۶۱°۲۴′شرقی / ۲۶٫۶°شمالی ۶۱٫۴°شرقی   | ۳۵۳ کیلومتر (۲۱۹ مایل) |                 | [ ۱ ]    |
| ۱ آوریل ۶۱۸    | ۰۱:۴۲:۵۷           | ۶۸         | جزئی   | ۰٫۲۹۶۹ | —                 | ۷۱°۳۶′شمالی ۶۷°۵۴′شرقی / ۷۱٫۶°شمالی ۶۷٫۹°شرقی   | —                      |                 | [ ۱ ]    |
| ۳۰ آوریل ۶۱۸   | ۰۹:۰۱:۴۵           | ۱۰۶        | جزئی   | ۰٫۷۲۷۰ | —                 | ۷۰°۱۲′جنوبی ۱۰۲°۱۸′شرقی / ۷۰٫۲°جنوبی ۱۰۲٫۳°شرقی | —                      |                 | [ ۱ ]    |
| ۲۴ اکتبر ۶۱۸   | ۰۹:۰۸:۲۷           | ۱۱۱        | جزئی   | ۰٫۳۰۸۶ | —                 | ۷۰°۴۸′شمالی ۱۰۷°۳۰′شرقی / ۷۰٫۸°شمالی ۱۰۷٫۵°شرقی | —                      |                 | [ ۱ ]    |
| ۲۱ مارس ۶۱۹    | ۱۷:۳۴:۳۶           | ۷۸         | کامل   | ۱٫۰۳۲۳ | ۰۲ دقیقه ۳۶ ثانیه | ۴۲°۴۸′شمالی ۸۰°۰۰′غربی / ۴۲٫۸°شمالی ۸۰٫۰°غربی   | ۱۵۰ کیلومتر (۹۳ مایل)  |                 | [ ۱ ]    |
| ۱۳ سپتامبر ۶۱۹ | ۱۹:۵۵:۱۸           | ۸۳         | حلقه‌ای | ۰٫۹۸۱۹ | ۰۱ دقیقه ۳۱ ثانیه | ۵۰°۴۲′جنوبی ۱۲۵°۱۲′غربی / ۵۰٫۷°جنوبی ۱۲۵٫۲°غربی | ۱۱۷ کیلومتر (۷۳ مایل)  |                 | [ ۱ ]    |
| ۱۰ مارس ۶۲۰    | ۰۴:۱۴:۳۰           | ۸۸         | حلقه‌ای | ۰٫۹۷۸۷ | ۰۲ دقیقه ۲۵ ثانیه | ۵°۰۶′جنوبی ۱۳۸°۳۰′شرقی / ۵٫۱°جنوبی ۱۳۸٫۵°شرقی   | ۷۶ کیلومتر (۴۷ مایل)   |                 | [ ۱ ]    |
| ۲ سپتامبر ۶۲۰  | ۰۷:۵۷:۵۰           | ۹۳         | کامل   | ۱٫۰۴۵۹ | ۰۴ دقیقه ۲۱ ثانیه | ۲°۵۴′شمالی ۷۷°۳۶′شرقی / ۲٫۹°شمالی ۷۷٫۶°شرقی     | ۱۵۳ کیلومتر (۹۵ مایل)  |                 | [ ۱ ]    |
| ۲۷ فوریه ۶۲۱   | ۰۷:۲۸:۱۵           | ۹۸         | حلقه‌ای | ۰٫۹۲۹۷ | ۰۶ دقیقه ۲۷ ثانیه | ۵۶°۰۶′جنوبی ۱۱۴°۱۲′شرقی / ۵۶٫۱°جنوبی ۱۱۴٫۲°شرقی | ۴۲۶ کیلومتر (۲۶۵ مایل) |                 | [ ۱ ]    |
| ۲۳ اوت ۶۲۱     | ۰۰:۱۶:۲۴           | ۱۰۳        | کامل   | ۱٫۰۶۴۸ | ۰۴ دقیقه ۴۰ ثانیه | ۴۸°۳۶′شمالی ۱۵۰°۲۴′غربی / ۴۸٫۶°شمالی ۱۵۰٫۴°غربی | ۲۷۴ کیلومتر (۱۷۰ مایل) |                 | [ ۱ ]    |
| ۱۷ ژانویه ۶۲۲  | ۱۳:۵۸:۱۴           | ۷۰         | جزئی   | ۰٫۱۳۲۶ | —                 | ۶۸°۴۲′شمالی ۲۶°۴۲′غربی / ۶۸٫۷°شمالی ۲۶٫۷°غربی   | —                      |                 | [ ۱ ]    |
| ۱۶ فوریه ۶۲۲   | ۰۷:۰۴:۲۲           | ۱۰۸        | جزئی   | ۰٫۱۴۳۴ | —                 | ۷۱°۰۰′جنوبی ۱۳۷°۰۶′غربی / ۷۱٫۰°جنوبی ۱۳۷٫۱°غربی | —                      |                 | [ ۱ ]    |
| ۱۴ ژوئیه ۶۲۲   | ۰۶:۵۶:۲۶           | ۷۵         | جزئی   | ۰٫۵۵۰۷ | —                 | ۶۸°۰۰′جنوبی ۸۴°۱۸′شرقی / ۶۸٫۰°جنوبی ۸۴٫۳°شرقی   | —                      |                 | [ ۱ ]    |
| ۱۲ اوت ۶۲۲     | ۱۶:۱۲:۴۳           | ۱۱۳        | جزئی   | ۰٫۳۰۰۶ | —                 | ۷۰°۱۸′شمالی ۹۲°۲۴′شرقی / ۷۰٫۳°شمالی ۹۲٫۴°شرقی   | —                      |                 | [ ۱ ]    |
| ۶ ژانویه ۶۲۳   | ۲۰:۵۵:۵۱           | ۸۰         | حلقه‌ای | ۰٫۹۹۲۶ | ۰۰ دقیقه ۴۷ ثانیه | ۲۴°۴۲′شمالی ۱۱۴°۴۲′غربی / ۲۴٫۷°شمالی ۱۱۴٫۷°غربی | ۳۸ کیلومتر (۲۴ مایل)   |                 | [ ۱ ]    |
| ۳ ژوئیه ۶۲۳    | ۱۴:۴۱:۲۳           | ۸۵         | حلقه‌ای | ۰٫۹۶۷۸ | ۰۴ دقیقه ۱۱ ثانیه | ۸°۰۰′جنوبی ۲۱°۰۶′غربی / ۸٫۰°جنوبی ۲۱٫۱°غربی     | ۱۳۵ کیلومتر (۸۴ مایل)  |                 | [ ۱ ]    |
| ۲۷ دسامبر ۶۲۳  | ۱۰:۱۷:۲۵           | ۹۰         | کامل   | ۱٫۰۴۱۲ | ۰۳ دقیقه ۵۱ ثانیه | ۲۲°۱۲′جنوبی ۴۵°۴۸′شرقی / ۲۲٫۲°جنوبی ۴۵٫۸°شرقی   | ۱۳۸ کیلومتر (۸۶ مایل)  |                 | [ ۱ ]    |
| ۲۱ ژوئیه ۶۲۴   | ۱۶:۱۲:۳۴           | ۹۵         | حلقه‌ای | ۰٫۹۴۸۱ | ۰۵ دقیقه ۵۶ ثانیه | ۳۸°۱۸′شمالی ۴۶°۱۲′غربی / ۳۸٫۳°شمالی ۴۶٫۲°غربی   | ۱۹۷ کیلومتر (۱۲۲ مایل) |                 | [ ۱ ]    |
| ۱۶ دسامبر ۶۲۴  | ۰۲:۰۰:۲۲           | ۱۰۰        | کامل   | ۱٫۰۳۶۴ | ۰۲ دقیقه ۲۸ ثانیه | ۶۳°۳۶′جنوبی ۱۵۹°۰۰′شرقی / ۶۳٫۶°جنوبی ۱۵۹٫۰°شرقی | ۱۶۱ کیلومتر (۱۰۰ مایل) |                 | [ ۱ ]    |
| ۱۰ ژوئیه ۶۲۵   | ۱۷:۴۹:۱۹           | ۱۰۵        | حلقه‌ای | ۰٫۹۶۶۱ | —                 | ۶۴°۵۴′شمالی ۱۳۳°۱۸′شرقی / ۶۴٫۹°شمالی ۱۳۳٫۳°شرقی | —                      |                 | [ ۱ ]    |
| ۶ نوامبر ۶۲۵   | ۰۱:۱۴:۰۰           | ۷۲         | جزئی   | ۰٫۱۳۳۳ | —                 | ۶۲°۱۸′شمالی ۱۲۸°۴۸′غربی / ۶۲٫۳°شمالی ۱۲۸٫۸°غربی | —                      |                 | [ ۱ ]    |
| ۵ دسامبر ۶۲۵   | ۱۵:۲۱:۳۷           | ۱۱۰        | جزئی   | ۰٫۳۳۰۸ | —                 | ۶۴°۳۶′جنوبی ۱۷۳°۵۴′شرقی / ۶۴٫۶°جنوبی ۱۷۳٫۹°شرقی | —                      |                 | [ ۱ ]    |
| ۱ مه ۶۲۶       | ۱۷:۰۱:۴۶           | ۷۷         | کامل   | ۱٫۰۳۸۹ | ۰۳ دقیقه ۰۱ ثانیه | ۴۲°۵۴′جنوبی ۲۹°۰۶′غربی / ۴۲٫۹°جنوبی ۲۹٫۱°غربی   | ۲۹۴ کیلومتر (۱۸۳ مایل) |                 | [ ۱ ]    |
| ۲۶ اکتبر ۶۲۶   | ۰۴:۳۱:۰۲           | ۸۲         | حلقه‌ای | ۰٫۹۲۱۶ | ۰۸ دقیقه ۱۷ ثانیه | ۳۷°۴۸′شمالی ۱۵۴°۱۲′شرقی / ۳۷٫۸°شمالی ۱۵۴٫۲°شرقی | ۵۲۵ کیلومتر (۳۲۶ مایل) |                 | [ ۱ ]    |
| ۲۱ آوریل ۶۲۷   | ۰۹:۱۶:۵۲           | ۸۷         | کامل   | ۱٫۰۷۵۸ | ۰۶ دقیقه ۱۹ ثانیه | ۵°۰۰′شمالی ۶۲°۱۸′شرقی / ۵٫۰°شمالی ۶۲٫۳°شرقی     | ۲۴۸ کیلومتر (۱۵۴ مایل) |                 | [ ۱ ]    |
| ۱۵ اکتبر ۶۲۷   | ۰۳:۴۶:۳۰           | ۹۲         | حلقه‌ای | ۰٫۹۲۸۲ | ۰۸ دقیقه ۳۰ ثانیه | ۱°۵۴′جنوبی ۱۴۲°۲۴′شرقی / ۱٫۹°جنوبی ۱۴۲٫۴°شرقی   | ۲۷۲ کیلومتر (۱۶۹ مایل) |                 | [ ۱ ]    |
| ۱۰ آوریل ۶۲۸   | ۰۱:۵۴:۴۲           | ۹۷         | کامل   | ۱٫۰۴۹۶ | ۰۳ دقیقه ۴۰ ثانیه | ۴۰°۱۲′شمالی ۱۴۸°۴۸′شرقی / ۴۰٫۲°شمالی ۱۴۸٫۸°شرقی | ۲۰۲ کیلومتر (۱۲۶ مایل) |                 | [ ۱ ]    |
| ۳ اکتبر ۶۲۸    | ۰۶:۳۷:۲۶           | ۱۰۲        | حلقه‌ای | ۰٫۹۶۸۲ | ۰۲ دقیقه ۵۴ ثانیه | ۳۴°۳۶′جنوبی ۷۷°۰۶′شرقی / ۳۴٫۶°جنوبی ۷۷٫۱°شرقی   | ۱۳۶ کیلومتر (۸۵ مایل)  |                 | [ ۱ ]    |
| ۱ مارس ۶۲۹     | ۰۰:۵۸:۰۹           | ۶۹         | جزئی   | ۰٫۲۵۷۲ | —                 | ۶۱°۰۰′جنوبی ۷۰°۳۶′غربی / ۶۱٫۰°جنوبی ۷۰٫۶°غربی   | —                      |                 | [ ۱ ]    |
| ۳۰ مارس ۶۲۹    | ۱۴:۱۶:۱۲           | ۱۰۷        | جزئی   | ۰٫۲۹۰۵ | —                 | ۶۱°۰۶′شمالی ۱۱۳°۲۴′غربی / ۶۱٫۱°شمالی ۱۱۳٫۴°غربی | —                      |                 | [ ۱ ]    |
| ۲۴ اوت ۶۲۹     | ۰۷:۳۱:۵۹           | ۷۴         | جزئی   | ۰٫۲۸۱۸ | —                 | ۶۱°۳۰′شمالی ۱۶۴°۳۶′غربی / ۶۱٫۵°شمالی ۱۶۴٫۶°غربی | —                      |                 | [ ۱ ]    |
| ۲۲ سپتامبر ۶۲۹ | ۱۶:۵۵:۱۶           | ۱۱۲        | جزئی   | ۰٫۵۶۲۲ | —                 | ۶۰°۴۸′جنوبی ۱۴۸°۴۲′غربی / ۶۰٫۸°جنوبی ۱۴۸٫۷°غربی | —                      |                 | [ ۱ ]    |
| ۱۸ فوریه ۶۳۰   | ۰۲:۲۶:۰۱           | ۷۹         | حلقه‌ای | ۰٫۹۲۳۹ | ۰۶ دقیقه ۵۳ ثانیه | ۵۰°۳۰′جنوبی ۱۶۲°۵۴′غربی / ۵۰٫۵°جنوبی ۱۶۲٫۹°غربی | ۴۱۳ کیلومتر (۲۵۷ مایل) |                 | [ ۱ ]    |
| ۱۴ اوت ۶۳۰     | ۰۰:۱۷:۵۳           | ۸۴         | کامل   | ۱٫۰۶۳۱ | ۰۴ دقیقه ۱۳ ثانیه | ۵۰°۵۴′شمالی ۱۳۸°۴۲′غربی / ۵۰٫۹°شمالی ۱۳۸٫۷°غربی | ۲۷۸ کیلومتر (۱۷۳ مایل) |                 | [ ۱ ]    |
| ۷ فوریه ۶۳۱    | ۰۲:۱۹:۳۴           | ۸۹         | حلقه‌ای | ۰٫۹۴۰۷ | ۰۶ دقیقه ۴۹ ثانیه | ۱۵°۴۸′جنوبی ۱۶۸°۱۲′شرقی / ۱۵٫۸°جنوبی ۱۶۸٫۲°شرقی | ۲۲۰ کیلومتر (۱۴۰ مایل) |                 | [ ۱ ]    |
| ۳ اوت ۶۳۱      | ۱۵:۲۳:۴۱           | ۹۴         | کامل   | ۱٫۰۳۰۳ | ۰۲ دقیقه ۵۲ ثانیه | ۱۴°۱۸′شمالی ۳۲°۴۸′غربی / ۱۴٫۳°شمالی ۳۲٫۸°غربی   | ۱۰۲ کیلومتر (۶۳ مایل)  |                 | [ ۱ ]    |
| ۲۷ ژانویه ۶۳۲  | ۰۷:۴۵:۰۱           | ۹۹         | حلقه‌ای | ۰٫۹۸۳۶ | ۰۱ دقیقه ۴۰ ثانیه | ۲۲°۴۲′شمالی ۷۰°۳۰′شرقی / ۲۲٫۷°شمالی ۷۰٫۵°شرقی   | ۷۸ کیلومتر (۴۸ مایل)   |                 | [ ۱ ]    |
| ۲۳ ژوئیه ۶۳۲   | ۰۰:۳۵:۰۱           | ۱۰۴        | حلقه‌ای | ۰٫۹۶۹۶ | ۰۳ دقیقه ۰۷ ثانیه | ۳۵°۵۴′جنوبی ۱۷۰°۵۴′شرقی / ۳۵٫۹°جنوبی ۱۷۰٫۹°شرقی | ۲۰۵ کیلومتر (۱۲۷ مایل) |                 | [ ۱ ]    |
| ۱۷ دسامبر ۶۳۲  | ۰۹:۲۲:۵۴           | ۷۱         | جزئی   | ۰٫۳۴۲۶ | —                 | ۶۵°۵۴′جنوبی ۱۳۴°۲۴′غربی / ۶۵٫۹°جنوبی ۱۳۴٫۴°غربی | —                      |                 | [ ۱ ]    |
| ۱۵ ژانویه ۶۳۳  | ۲۰:۰۴:۴۳           | ۱۰۹        | جزئی   | ۰٫۳۸۹۷ | —                 | ۶۳°۱۸′شمالی ۱۴۱°۱۲′غربی / ۶۳٫۳°شمالی ۱۴۱٫۲°غربی | —                      |                 | [ ۱ ]    |
| ۱۲ ژوئیه ۶۳۳   | ۱۱:۵۷:۲۲           | ۷۶         | جزئی   | ۰٫۵۸۷۷ | —                 | ۶۶°۲۴′شمالی ۱۶۸°۱۲′غربی / ۶۶٫۴°شمالی ۱۶۸٫۲°غربی | —                      |                 | [ ۱ ]    |
| ۷ دسامبر ۶۳۳   | ۰۰:۵۳:۰۴           | ۸۱         | کامل   | ۱٫۰۲۵۸ | ۰۱ دقیقه ۴۳ ثانیه | ۶۸°۵۴′جنوبی ۱۷۵°۰۰′غربی / ۶۸٫۹°جنوبی ۱۷۵٫۰°غربی | ۱۲۶ کیلومتر (۷۸ مایل)  |                 | [ ۱ ]    |
| ۱ ژوئیه ۶۳۴    | ۱۴:۵۴:۳۷           | ۸۶         | حلقه‌ای | ۰٫۹۸۳۶ | ۰۱ دقیقه ۳۳ ثانیه | ۴۷°۴۸′شمالی ۲۷°۴۲′غربی / ۴۷٫۸°شمالی ۲۷٫۷°غربی   | ۶۴ کیلومتر (۴۰ مایل)   |                 | [ ۱ ]    |
| ۲۶ نوامبر ۶۳۴  | ۱۲:۴۶:۰۱           | ۹۱         | حلقه‌ای | ۰٫۹۸۰۴ | ۰۲ دقیقه ۰۹ ثانیه | ۲۳°۵۴′جنوبی ۴°۲۴′شرقی / ۲۳٫۹°جنوبی ۴٫۴°شرقی     | ۷۰ کیلومتر (۴۳ مایل)   |                 | [ ۱ ]    |
| ۲۲ مه ۶۳۵      | ۰۰:۵۲:۳۷           | ۹۶         | کامل   | ۱٫۰۳۹۱ | ۰۴ دقیقه ۰۶ ثانیه | ۰°۲۴′جنوبی ۱۷۴°۱۸′غربی / ۰٫۴°جنوبی ۱۷۴٫۳°غربی   | ۱۴۱ کیلومتر (۸۸ مایل)  |                 | [ ۱ ]    |
| ۱۵ نوامبر ۶۳۵  | ۱۷:۳۴:۲۵           | ۱۰۱        | حلقه‌ای | ۰٫۹۲۸۳ | ۰۹ دقیقه ۱۲ ثانیه | ۲۳°۲۴′شمالی ۶۲°۳۰′غربی / ۲۳٫۴°شمالی ۶۲٫۵°غربی   | ۳۶۷ کیلومتر (۲۲۸ مایل) |                 | [ ۱ ]    |
| ۱۱ آوریل ۶۳۶   | ۰۹:۳۱:۱۹           | ۶۸         | جزئی   | ۰٫۱۹۰۹ | —                 | ۷۱°۱۲′شمالی ۶۳°۳۶′غربی / ۷۱٫۲°شمالی ۶۳٫۶°غربی   | —                      |                 | [ ۱ ]    |
| ۱۰ مه ۶۳۶      | ۱۶:۳۴:۱۷           | ۱۰۶        | جزئی   | ۰٫۸۵۹۳ | —                 | ۶۹°۱۸′جنوبی ۲۳°۵۴′غربی / ۶۹٫۳°جنوبی ۲۳٫۹°غربی   | —                      |                 | [ ۱ ]    |
| ۳ نوامبر ۶۳۶   | ۱۶:۵۷:۵۰           | ۱۱۱        | جزئی   | ۰٫۳۳۶۰ | —                 | ۷۰°۰۰′شمالی ۲۳°۳۰′غربی / ۷۰٫۰°شمالی ۲۳٫۵°غربی   | —                      |                 | [ ۱ ]    |
| ۱ آوریل ۶۳۷    | ۰۱:۱۹:۵۲           | ۷۸         | کامل   | ۱٫۰۳۱۲ | ۰۲ دقیقه ۲۱ ثانیه | ۵۰°۵۴′شمالی ۱۵۸°۱۸′شرقی / ۵۰٫۹°شمالی ۱۵۸٫۳°شرقی | ۱۵۸ کیلومتر (۹۸ مایل)  |                 | [ ۱ ]    |
| ۲۴ سپتامبر ۶۳۷ | ۰۳:۴۶:۲۹           | ۸۳         | حلقه‌ای | ۰٫۹۸۱۳ | ۰۱ دقیقه ۲۸ ثانیه | ۵۷°۳۰′جنوبی ۱۰۹°۲۴′شرقی / ۵۷٫۵°جنوبی ۱۰۹٫۴°شرقی | ۱۳۵ کیلومتر (۸۴ مایل)  |                 | [ ۱ ]    |
| ۲۱ مارس ۶۳۸    | ۱۱:۴۳:۱۶           | ۸۸         | حلقه‌ای | ۰٫۹۷۸۶ | ۰۲ دقیقه ۲۷ ثانیه | ۱°۵۴′شمالی ۲۳°۴۸′شرقی / ۱٫۹°شمالی ۲۳٫۸°شرقی     | ۷۶ کیلومتر (۴۷ مایل)   |                 | [ ۱ ]    |
| ۱۳ سپتامبر ۶۳۸ | ۱۶:۰۰:۳۸           | ۹۳         | کامل   | ۱٫۰۴۵۰ | ۰۴ دقیقه ۱۴ ثانیه | ۳°۳۶′جنوبی ۴۵°۲۴′غربی / ۳٫۶°جنوبی ۴۵٫۴°غربی     | ۱۵۱ کیلومتر (۹۴ مایل)  |                 | [ ۱ ]    |
| ۱۰ مارس ۶۳۹    | ۱۴:۴۳:۳۴           | ۹۸         | حلقه‌ای | ۰٫۹۳۲۳ | ۰۶ دقیقه ۴۲ ثانیه | ۴۸°۱۸′جنوبی ۰°۱۸′غربی / ۴۸٫۳°جنوبی ۰٫۳°غربی     | ۳۷۵ کیلومتر (۲۳۳ مایل) |                 | [ ۱ ]    |
| ۳ سپتامبر ۶۳۹  | ۰۸:۱۷:۰۱           | ۱۰۳        | کامل   | ۱٫۰۶۲۰ | ۰۴ دقیقه ۴۲ ثانیه | ۴۱°۱۸′شمالی ۸۶°۳۰′شرقی / ۴۱٫۳°شمالی ۸۶٫۵°شرقی   | ۲۵۰ کیلومتر (۱۶۰ مایل) |                 | [ ۱ ]    |
| ۲۸ ژانویه ۶۴۰  | ۲۱:۵۷:۱۴           | ۷۰         | جزئی   | ۰٫۱۰۸۹ | —                 | ۶۹°۳۶′شمالی ۱۵۹°۱۲′غربی / ۶۹٫۶°شمالی ۱۵۹٫۲°غربی | —                      |                 | [ ۱ ]    |
| ۲۷ فوریه ۶۴۰   | ۱۴:۳۰:۲۹           | ۱۰۸        | جزئی   | ۰٫۲۰۶۰ | —                 | ۷۱°۳۶′جنوبی ۹۷°۰۰′شرقی / ۷۱٫۶°جنوبی ۹۷٫۰°شرقی   | —                      |                 | [ ۱ ]    |
| ۲۴ ژوئیه ۶۴۰   | ۱۴:۰۹:۱۹           | ۷۵         | جزئی   | ۰٫۴۱۸۵ | —                 | ۶۹°۰۰′جنوبی ۳۶°۱۲′غربی / ۶۹٫۰°جنوبی ۳۶٫۲°غربی   | —                      |                 | [ ۱ ]    |
| ۲۲ اوت ۶۴۰     | ۲۳:۵۴:۲۸           | ۱۱۳        | جزئی   | ۰٫۳۹۰۶ | —                 | ۷۱°۰۰′شمالی ۳۶°۴۸′غربی / ۷۱٫۰°شمالی ۳۶٫۸°غربی   | —                      |                 | [ ۱ ]    |
| ۱۷ ژانویه ۶۴۱  | ۰۵:۲۵:۳۸           | ۸۰         | حلقه‌ای | ۰٫۹۹۷۲ | ۰۰ دقیقه ۱۷ ثانیه | ۲۷°۰۰′شمالی ۱۱۴°۳۰′شرقی / ۲۷٫۰°شمالی ۱۱۴٫۵°شرقی | ۱۵ کیلومتر (۹٫۳ مایل)  |                 | [ ۱ ]    |
| ۱۳ ژوئیه ۶۴۱   | ۲۱:۲۰:۵۷           | ۸۵         | حلقه‌ای | ۰٫۹۶۳۰ | ۰۴ دقیقه ۴۵ ثانیه | ۱۵°۰۰′جنوبی ۱۲۳°۵۴′غربی / ۱۵٫۰°جنوبی ۱۲۳٫۹°غربی | ۱۶۷ کیلومتر (۱۰۴ مایل) |                 | [ ۱ ]    |
| ۶ ژانویه ۶۴۲   | ۱۹:۰۵:۵۲           | ۹۰         | کامل   | ۱٫۰۴۳۷ | ۰۴ دقیقه ۰۶ ثانیه | ۲۰°۴۸′جنوبی ۸۵°۵۴′غربی / ۲۰٫۸°جنوبی ۸۵٫۹°غربی   | ۱۴۶ کیلومتر (۹۱ مایل)  |                 | [ ۱ ]    |
| ۲ ژوئیه ۶۴۲    | ۲۲:۳۵:۰۷           | ۹۵         | حلقه‌ای | ۰٫۹۴۷۷ | ۰۶ دقیقه ۲۱ ثانیه | ۳۲°۳۶′شمالی ۱۴۰°۳۰′غربی / ۳۲٫۶°شمالی ۱۴۰٫۵°غربی | ۱۹۵ کیلومتر (۱۲۱ مایل) |                 | [ ۱ ]    |
| ۲۷ دسامبر ۶۴۲  | ۱۰:۵۱:۲۷           | ۱۰۰        | کامل   | ۱٫۰۳۵۸ | ۰۲ دقیقه ۲۷ ثانیه | ۶۳°۴۲′جنوبی ۳۴°۰۰′شرقی / ۶۳٫۷°جنوبی ۳۴٫۰°شرقی   | ۱۵۸ کیلومتر (۹۸ مایل)  |                 | [ ۱ ]    |
| ۲۲ ژوئیه ۶۴۳   | ۰۰:۲۵:۵۱           | ۱۰۵        | حلقه‌ای | ۰٫۹۶۴۸ | ۰۲ دقیقه ۱۷ ثانیه | ۸۵°۳۰′شمالی ۹۴°۲۴′شرقی / ۸۵٫۵°شمالی ۹۴٫۴°شرقی   | ۳۲۶ کیلومتر (۲۰۳ مایل) |                 | [ ۱ ]    |
| ۱۷ نوامبر ۶۴۳  | ۰۹:۳۴:۱۳           | ۷۲         | جزئی   | ۰٫۱۱۵۵ | —                 | ۶۳°۰۰′شمالی ۹۶°۱۸′شرقی / ۶۳٫۰°شمالی ۹۶٫۳°شرقی   | —                      |                 | [ ۱ ]    |
| ۱۶ دسامبر ۶۴۳  | ۲۳:۵۹:۲۲           | ۱۱۰        | جزئی   | ۰٫۳۲۷۲ | —                 | ۶۵°۳۶′جنوبی ۳۳°۴۸′شرقی / ۶۵٫۶°جنوبی ۳۳٫۸°شرقی   | —                      |                 | [ ۱ ]    |
| ۱۲ مه ۶۴۴      | ۰۰:۲۵:۰۷           | ۷۷         | کامل   | ۱٫۰۴۰۰ | ۰۲ دقیقه ۵۶ ثانیه | ۵۱°۳۶′جنوبی ۱۳۷°۳۶′غربی / ۵۱٫۶°جنوبی ۱۳۷٫۶°غربی | ۵۳۱ کیلومتر (۳۳۰ مایل) |                 | [ ۱ ]    |
| ۵ نوامبر ۶۴۴   | ۱۲:۲۴:۰۲           | ۸۲         | حلقه‌ای | ۰٫۹۱۸۱ | ۰۸ دقیقه ۵۹ ثانیه | ۳۷°۲۴′شمالی ۳۲°۳۶′شرقی / ۳۷٫۴°شمالی ۳۲٫۶°شرقی   | ۵۸۲ کیلومتر (۳۶۲ مایل) |                 | [ ۱ ]    |
| ۱ مه ۶۴۵       | ۱۶:۵۵:۲۴           | ۸۷         | کامل   | ۱٫۰۷۷۹ | ۰۶ دقیقه ۳۸ ثانیه | ۴°۴۲′شمالی ۵۲°۲۴′غربی / ۴٫۷°شمالی ۵۲٫۴°غربی     | ۲۵۷ کیلومتر (۱۶۰ مایل) |                 | [ ۱ ]    |
| ۲۵ اکتبر ۶۴۵   | ۱۱:۳۲:۴۴           | ۹۲         | حلقه‌ای | ۰٫۹۲۷۱ | ۰۸ دقیقه ۵۲ ثانیه | ۴°۳۰′جنوبی ۲۵°۱۲′شرقی / ۴٫۵°جنوبی ۲۵٫۲°شرقی     | ۲۷۷ کیلومتر (۱۷۲ مایل) |                 | [ ۱ ]    |
| ۲۱ آوریل ۶۴۶   | ۰۹:۳۱:۰۴           | ۹۷         | کامل   | ۱٫۰۵۰۲ | ۰۳ دقیقه ۴۵ ثانیه | ۴۱°۰۰′شمالی ۳۶°۳۰′شرقی / ۴۱٫۰°شمالی ۳۶٫۵°شرقی   | ۱۹۵ کیلومتر (۱۲۱ مایل) |                 | [ ۱ ]    |
| ۱۴ اکتبر ۶۴۶   | ۱۴:۳۷:۴۶           | ۱۰۲        | حلقه‌ای | ۰٫۹۶۸۸ | ۰۲ دقیقه ۴۸ ثانیه | ۳۷°۳۶′جنوبی ۴۳°۱۲′غربی / ۳۷٫۶°جنوبی ۴۳٫۲°غربی   | ۱۳۲ کیلومتر (۸۲ مایل)  |                 | [ ۱ ]    |
| ۱۲ مارس ۶۴۷    | ۰۸:۲۷:۲۳           | ۶۹         | جزئی   | ۰٫۱۷۶۴ | —                 | ۶۰°۴۸′جنوبی ۱۶۷°۴۲′شرقی / ۶۰٫۸°جنوبی ۱۶۷٫۷°شرقی | —                      |                 | [ ۱ ]    |
| ۱۰ آوریل ۶۴۷   | ۲۱:۳۶:۱۲           | ۱۰۷        | جزئی   | ۰٫۳۸۷۱ | —                 | ۶۱°۱۸′شمالی ۱۲۷°۰۶′شرقی / ۶۱٫۳°شمالی ۱۲۷٫۱°شرقی | —                      |                 | [ ۱ ]    |
| ۴ سپتامبر ۶۴۷  | ۱۵:۳۱:۴۱           | ۷۴         | جزئی   | ۰٫۲۰۳۹ | —                 | ۶۱°۱۲′شمالی ۶۵°۵۴′شرقی / ۶۱٫۲°شمالی ۶۵٫۹°شرقی   | —                      |                 | [ ۱ ]    |
| ۴ اکتبر ۶۴۷    | ۰۱:۱۰:۳۰           | ۱۱۲        | جزئی   | ۰٫۶۱۸۶ | —                 | ۶۰°۵۴′جنوبی ۷۸°۰۶′شرقی / ۶۰٫۹°جنوبی ۷۸٫۱°شرقی   | —                      |                 | [ ۱ ]    |
| ۲۹ فوریه ۶۴۸   | ۰۹:۴۶:۲۴           | ۷۹         | حلقه‌ای | ۰٫۹۲۵۷ | ۰۶ دقیقه ۴۴ ثانیه | ۴۸°۴۸′جنوبی ۸۸°۱۸′شرقی / ۴۸٫۸°جنوبی ۸۸٫۳°شرقی   | ۴۳۰ کیلومتر (۲۷۰ مایل) |                 | [ ۱ ]    |
| ۲۴ اوت ۶۴۸     | ۰۸:۱۰:۵۴           | ۸۴         | کامل   | ۱٫۰۵۷۹ | ۰۳ دقیقه ۵۲ ثانیه | ۴۹°۴۸′شمالی ۱۰۵°۴۲′شرقی / ۴۹٫۸°شمالی ۱۰۵٫۷°شرقی | ۲۷۴ کیلومتر (۱۷۰ مایل) |                 | [ ۱ ]    |
| ۱۷ فوریه ۶۴۹   | ۰۹:۵۹:۱۲           | ۸۹         | حلقه‌ای | ۰٫۹۴۵۵ | ۰۶ دقیقه ۰۵ ثانیه | ۱۳°۳۶′جنوبی ۵۳°۱۲′شرقی / ۱۳٫۶°جنوبی ۵۳٫۲°شرقی   | ۲۰۱ کیلومتر (۱۲۵ مایل) |                 | [ ۱ ]    |
| ۱۳ اوت ۶۴۹     | ۲۲:۵۲:۵۴           | ۹۴         | کامل   | ۱٫۰۲۴۳ | ۰۲ دقیقه ۱۶ ثانیه | ۱۴°۱۲′شمالی ۱۴۴°۴۸′غربی / ۱۴٫۲°شمالی ۱۴۴٫۸°غربی | ۸۳ کیلومتر (۵۲ مایل)   |                 | [ ۱ ]    |
| ۶ فوریه ۶۵۰    | ۱۵:۵۶:۴۴           | ۹۹         | حلقه‌ای | ۰٫۹۸۹۶ | ۰۱ دقیقه ۰۱ ثانیه | ۲۳°۳۰′شمالی ۵۴°۴۲′غربی / ۲۳٫۵°شمالی ۵۴٫۷°غربی   | ۴۸ کیلومتر (۳۰ مایل)   |                 | [ ۱ ]    |
| ۳ اوت ۶۵۰      | ۰۷:۳۰:۱۹           | ۱۰۴        | حلقه‌ای | ۰٫۹۶۶۰ | ۰۳ دقیقه ۳۴ ثانیه | ۳۰°۵۴′جنوبی ۶۶°۰۰′شرقی / ۳۰٫۹°جنوبی ۶۶٫۰°شرقی   | ۱۹۳ کیلومتر (۱۲۰ مایل) |                 | [ ۱ ]    |
| ۲۸ دسامبر ۶۵۰  | ۱۸:۱۴:۴۰           | ۷۱         | جزئی   | ۰٫۳۳۷۹ | —                 | ۶۴°۵۴′جنوبی ۸۱°۴۸′شرقی / ۶۴٫۹°جنوبی ۸۱٫۸°شرقی   | —                      |                 | [ ۱ ]    |
| ۲۷ ژانویه ۶۵۱  | ۰۴:۴۰:۴۰           | ۱۰۹        | جزئی   | ۰٫۴۱۷۵ | —                 | ۶۲°۳۰′شمالی ۷۹°۵۴′شرقی / ۶۲٫۵°شمالی ۷۹٫۹°شرقی   | —                      |                 | [ ۱ ]    |
| ۲۳ ژوئیه ۶۵۱   | ۱۸:۱۹:۲۳           | ۷۶         | جزئی   | ۰٫۴۴۰۹ | —                 | ۶۵°۲۴′شمالی ۸۵°۱۸′شرقی / ۶۵٫۴°شمالی ۸۵٫۳°شرقی   | —                      |                 | [ ۱ ]    |
| ۲۳ ژوئیه ۶۵۱   | ۰۹:۲۸:۵۰           | ۱۱۴        | جزئی   | ۰٫۰۰۸۶ | —                 | ۶۳°۰۶′جنوبی ۱۱°۵۴′شرقی / ۶۳٫۱°جنوبی ۱۱٫۹°شرقی   | —                      |                 | [ ۱ ]    |
| ۱۸ دسامبر ۶۵۱  | ۰۹:۴۲:۲۹           | ۸۱         | کامل   | ۱٫۰۲۴۱ | ۰۱ دقیقه ۳۶ ثانیه | ۶۹°۱۲′جنوبی ۶۳°۱۲′شرقی / ۶۹٫۲°جنوبی ۶۳٫۲°شرقی   | ۱۱۸ کیلومتر (۷۳ مایل)  |                 | [ ۱ ]    |
| ۱۱ ژوئیه ۶۵۲   | ۲۱:۳۹:۱۰           | ۸۶         | حلقه‌ای | ۰٫۹۸۶۲ | ۰۱ دقیقه ۱۳ ثانیه | ۵۴°۰۰′شمالی ۱۲۵°۴۲′غربی / ۵۴٫۰°شمالی ۱۲۵٫۷°غربی | ۵۶ کیلومتر (۳۵ مایل)   |                 | [ ۱ ]    |
| ۶ دسامبر ۶۵۲   | ۲۱:۱۶:۵۱           | ۹۱         | حلقه‌ای | ۰٫۹۷۷۱ | ۰۲ دقیقه ۳۱ ثانیه | ۲۵°۳۰′جنوبی ۱۲۲°۳۶′غربی / ۲۵٫۵°جنوبی ۱۲۲٫۶°غربی | ۸۲ کیلومتر (۵۱ مایل)   |                 | [ ۱ ]    |
| ۱ ژوئیه ۶۵۳    | ۰۸:۰۵:۳۹           | ۹۶         | کامل   | ۱٫۰۴۳۶ | ۰۴ دقیقه ۳۲ ثانیه | ۵°۵۴′شمالی ۷۵°۳۰′شرقی / ۵٫۹°شمالی ۷۵٫۵°شرقی     | ۱۵۲ کیلومتر (۹۴ مایل)  |                 | [ ۱ ]    |
| ۲۶ نوامبر ۶۵۳  | ۰۱:۴۱:۱۵           | ۱۰۱        | حلقه‌ای | ۰٫۹۲۵۷ | ۰۹ دقیقه ۵۱ ثانیه | ۲۱°۰۶′شمالی ۱۷۲°۴۸′شرقی / ۲۱٫۱°شمالی ۱۷۲٫۸°شرقی | ۳۸۰ کیلومتر (۲۴۰ مایل) |                 | [ ۱ ]    |
| ۲۲ آوریل ۶۵۴   | ۱۷:۱۳:۱۲           | ۶۸         | جزئی   | ۰٫۰۷۴۳ | —                 | ۷۰°۳۶′شمالی ۱۶۷°۰۰′شرقی / ۷۰٫۶°شمالی ۱۶۷٫۰°شرقی | —                      |                 | [ ۱ ]    |
| ۲۲ مه ۶۵۴      | ۰۰:۰۲:۵۵           | ۱۰۶        | جزئی   | ۰٫۹۹۹۰ | —                 | ۶۸°۲۴′جنوبی ۱۴۸°۳۶′غربی / ۶۸٫۴°جنوبی ۱۴۸٫۶°غربی | —                      |                 | [ ۱ ]    |
| ۱۵ نوامبر ۶۵۴  | ۰۰:۵۴:۱۰           | ۱۱۱        | جزئی   | ۰٫۳۵۴۷ | —                 | ۶۹°۰۶′شمالی ۱۵۵°۳۶′غربی / ۶۹٫۱°شمالی ۱۵۵٫۶°غربی | —                      |                 | [ ۱ ]    |
| ۱۲ آوریل ۶۵۵   | ۰۸:۵۶:۵۸           | ۷۸         | کامل   | ۱٫۰۲۹۶ | ۰۲ دقیقه ۰۵ ثانیه | ۵۹°۴۸′شمالی ۳۶°۴۸′شرقی / ۵۹٫۸°شمالی ۳۶٫۸°شرقی   | ۱۶۹ کیلومتر (۱۰۵ مایل) |                 | [ ۱ ]    |
| ۵ اکتبر ۶۵۵    | ۱۱:۴۷:۱۴           | ۸۳         | حلقه‌ای | ۰٫۹۸۰۷ | ۰۱ دقیقه ۲۴ ثانیه | ۶۳°۵۴′جنوبی ۱۹°۳۰′غربی / ۶۳٫۹°جنوبی ۱۹٫۵°غربی   | ۱۵۴ کیلومتر (۹۶ مایل)  |                 | [ ۱ ]    |
| ۳۱ مارس ۶۵۶    | ۱۹:۰۲:۴۹           | ۸۸         | حلقه‌ای | ۰٫۹۷۸۳ | ۰۲ دقیقه ۲۹ ثانیه | ۹°۱۲′شمالی ۸۸°۴۲′غربی / ۹٫۲°شمالی ۸۸٫۷°غربی     | ۷۷ کیلومتر (۴۸ مایل)   |                 | [ ۱ ]    |
| ۲۴ سپتامبر ۶۵۶ | ۰۰:۱۲:۲۵           | ۹۳         | کامل   | ۱٫۰۴۴۱ | ۰۴ دقیقه ۰۵ ثانیه | ۹°۴۲′جنوبی ۱۷۰°۳۰′غربی / ۹٫۷°جنوبی ۱۷۰٫۵°غربی   | ۱۴۹ کیلومتر (۹۳ مایل)  |                 | [ ۱ ]    |
| ۲۰ مارس ۶۵۷    | ۲۱:۵۱:۰۴           | ۹۸         | حلقه‌ای | ۰٫۹۳۵۰ | ۰۶ دقیقه ۵۶ ثانیه | ۴۰°۲۴′جنوبی ۱۱۲°۲۴′غربی / ۴۰٫۴°جنوبی ۱۱۲٫۴°غربی | ۳۳۲ کیلومتر (۲۰۶ مایل) |                 | [ ۱ ]    |
| ۱۳ سپتامبر ۶۵۷ | ۱۶:۲۴:۰۶           | ۱۰۳        | کامل   | ۱٫۰۵۸۸ | ۰۴ دقیقه ۴۲ ثانیه | ۳۴°۲۴′شمالی ۳۸°۱۸′غربی / ۳۴٫۴°شمالی ۳۸٫۳°غربی   | ۲۳۰ کیلومتر (۱۴۰ مایل) |                 | [ ۱ ]    |
| ۸ فوریه ۶۵۸    | ۰۵:۵۱:۰۳           | ۷۰         | جزئی   | ۰٫۰۷۶۷ | —                 | ۷۰°۲۴′شمالی ۶۹°۰۰′شرقی / ۷۰٫۴°شمالی ۶۹٫۰°شرقی   | —                      |                 | [ ۱ ]    |
| ۹ مارس ۶۵۸     | ۲۱:۴۹:۵۷           | ۱۰۸        | جزئی   | ۰٫۲۷۹۴ | —                 | ۷۱°۵۴′جنوبی ۲۷°۳۰′غربی / ۷۱٫۹°جنوبی ۲۷٫۵°غربی   | —                      |                 | [ ۱ ]    |
| ۴ اوت ۶۵۸      | ۲۱:۲۵:۵۰           | ۷۵         | جزئی   | ۰٫۲۹۵۵ | —                 | ۶۹°۵۴′جنوبی ۱۵۸°۱۲′غربی / ۶۹٫۹°جنوبی ۱۵۸٫۲°غربی | —                      |                 | [ ۱ ]    |
| ۳ سپتامبر ۶۵۸  | ۰۷:۴۲:۱۱           | ۱۱۳        | جزئی   | ۰٫۴۶۹۳ | —                 | ۷۱°۳۰′شمالی ۱۶۷°۵۴′غربی / ۷۱٫۵°شمالی ۱۶۷٫۹°غربی | —                      |                 | [ ۱ ]    |
| ۲۸ ژانویه ۶۵۹  | ۱۳:۴۹:۱۷           | ۸۰         | مرکب   | ۱٫۰۰۲۱ | ۰۰ دقیقه ۱۲ ثانیه | ۳۰°۱۸′شمالی ۱۵°۰۰′غربی / ۳۰٫۳°شمالی ۱۵٫۰°غربی   | ۱۱ کیلومتر (۶٫۸ مایل)  |                 | [ ۱ ]    |
| ۲۵ ژوئیه ۶۵۹   | ۰۴:۰۴:۲۸           | ۸۵         | حلقه‌ای | ۰٫۹۵۷۷ | ۰۵ دقیقه ۱۳ ثانیه | ۲۲°۴۲′جنوبی ۱۳۱°۳۰′شرقی / ۲۲٫۷°جنوبی ۱۳۱٫۵°شرقی | ۲۰۸ کیلومتر (۱۲۹ مایل) |                 | [ ۱ ]    |
| ۱۸ ژانویه ۶۶۰  | ۰۳:۴۹:۰۳           | ۹۰         | کامل   | ۱٫۰۴۶۸ | ۰۴ دقیقه ۲۲ ثانیه | ۱۸°۱۲′جنوبی ۱۴۳°۱۸′شرقی / ۱۸٫۲°جنوبی ۱۴۳٫۳°شرقی | ۱۵۶ کیلومتر (۹۷ مایل)  |                 | [ ۱ ]    |
| ۱۳ ژوئیه ۶۶۰   | ۰۵:۰۲:۵۷           | ۹۵         | حلقه‌ای | ۰٫۹۴۶۸ | ۰۶ دقیقه ۴۶ ثانیه | ۲۶°۲۴′شمالی ۱۲۲°۴۲′شرقی / ۲۶٫۴°شمالی ۱۲۲٫۷°شرقی | ۱۹۷ کیلومتر (۱۲۲ مایل) |                 | [ ۱ ]    |
| ۶ ژانویه ۶۶۱   | ۱۹:۳۷:۵۹           | ۱۰۰        | کامل   | ۱٫۰۳۵۷ | ۰۲ دقیقه ۲۹ ثانیه | ۶۲°۰۶′جنوبی ۹۰°۳۶′غربی / ۶۲٫۱°جنوبی ۹۰٫۶°غربی   | ۱۵۷ کیلومتر (۹۸ مایل)  |                 | [ ۱ ]    |
| ۲ ژوئیه ۶۶۱    | ۰۷:۰۷:۲۲           | ۱۰۵        | حلقه‌ای | ۰٫۹۶۹۲ | ۰۲ دقیقه ۱۱ ثانیه | ۷۹°۵۴′شمالی ۸۸°۴۸′شرقی / ۷۹٫۹°شمالی ۸۸٫۸°شرقی   | ۲۰۳ کیلومتر (۱۲۶ مایل) |                 | [ ۱ ]    |
| ۲۷ نوامبر ۶۶۱  | ۱۷:۵۶:۵۱           | ۷۲         | جزئی   | ۰٫۱۰۲۳ | —                 | ۶۳°۵۴′شمالی ۳۹°۲۴′غربی / ۶۳٫۹°شمالی ۳۹٫۴°غربی   | —                      |                 | [ ۱ ]    |
| ۲۷ دسامبر ۶۶۱  | ۰۸:۳۴:۵۰           | ۱۱۰        | جزئی   | ۰٫۳۲۵۴ | —                 | ۶۶°۴۲′جنوبی ۱۰۶°۱۲′غربی / ۶۶٫۷°جنوبی ۱۰۶٫۲°غربی | —                      |                 | [ ۱ ]    |
| ۲۳ مه ۶۶۲      | ۰۷:۴۴:۴۲           | ۷۷         | جزئی   | ۰٫۹۴۴۰ | —                 | ۶۳°۳۰′جنوبی ۱۱۸°۵۴′شرقی / ۶۳٫۵°جنوبی ۱۱۸٫۹°شرقی | —                      |                 | [ ۱ ]    |
| ۲۱ ژوئیه ۶۶۲   | ۱۵:۵۸:۳۶           | ۱۱۵        | جزئی   | ۰٫۰۰۳۰ | —                 | ۶۶°۰۰′شمالی ۱۴۸°۵۴′شرقی / ۶۶٫۰°شمالی ۱۴۸٫۹°شرقی | —                      |                 | [ ۱ ]    |
| ۱۶ نوامبر ۶۶۲  | ۲۰:۲۳:۱۱           | ۸۲         | حلقه‌ای | ۰٫۹۱۵۳ | ۰۹ دقیقه ۳۷ ثانیه | ۳۷°۱۲′شمالی ۹۱°۰۰′غربی / ۳۷٫۲°شمالی ۹۱٫۰°غربی   | ۶۳۰ کیلومتر (۳۹۰ مایل) |                 | [ ۱ ]    |
| ۱۳ مه ۶۶۳      | ۰۰:۲۷:۴۲           | ۸۷         | کامل   | ۱٫۰۷۹۲ | ۰۶ دقیقه ۵۶ ثانیه | ۳°۲۴′شمالی ۱۶۵°۴۲′غربی / ۳٫۴°شمالی ۱۶۵٫۷°غربی   | ۲۶۶ کیلومتر (۱۶۵ مایل) |                 | [ ۱ ]    |
| ۵ نوامبر ۶۶۳   | ۱۹:۲۷:۴۳           | ۹۲         | حلقه‌ای | ۰٫۹۲۶۵ | ۰۹ دقیقه ۱۲ ثانیه | ۷°۰۶′جنوبی ۹۴°۱۸′غربی / ۷٫۱°جنوبی ۹۴٫۳°غربی     | ۲۸۱ کیلومتر (۱۷۵ مایل) |                 | [ ۱ ]    |
| ۱ مه ۶۶۴       | ۱۶:۵۹:۵۵           | ۹۷         | کامل   | ۱٫۰۵۰۱ | ۰۳ دقیقه ۵۰ ثانیه | ۴۱°۱۸′شمالی ۷۳°۱۲′غربی / ۴۱٫۳°شمالی ۷۳٫۲°غربی   | ۱۸۷ کیلومتر (۱۱۶ مایل) |                 | [ ۱ ]    |
| ۲۴ اکتبر ۶۶۴   | ۲۲:۴۷:۴۶           | ۱۰۲        | حلقه‌ای | ۰٫۹۶۹۵ | ۰۲ دقیقه ۴۲ ثانیه | ۴۰°۵۴′جنوبی ۱۶۵°۳۶′غربی / ۴۰٫۹°جنوبی ۱۶۵٫۶°غربی | ۱۲۷ کیلومتر (۷۹ مایل)  |                 | [ ۱ ]    |
| ۲۲ مارس ۶۶۵    | ۱۵:۴۷:۲۰           | ۶۹         | جزئی   | ۰٫۰۸۴۰ | —                 | ۶۰°۴۸′جنوبی ۴۸°۲۴′شرقی / ۶۰٫۸°جنوبی ۴۸٫۴°شرقی   | —                      |                 | [ ۱ ]    |
| ۲۱ آوریل ۶۶۵   | ۰۴:۴۸:۰۱           | ۱۰۷        | جزئی   | ۰٫۴۹۴۵ | —                 | ۶۱°۴۲′شمالی ۹°۴۲′شرقی / ۶۱٫۷°شمالی ۹٫۷°شرقی     | —                      |                 | [ ۱ ]    |
| ۱۴ سپتامبر ۶۶۵ | ۲۳:۳۸:۲۸           | ۷۴         | جزئی   | ۰٫۱۳۶۳ | —                 | ۶۱°۰۰′شمالی ۶۵°۱۲′غربی / ۶۱٫۰°شمالی ۶۵٫۲°غربی   | —                      |                 | [ ۱ ]    |
| ۱۴ اکتبر ۶۶۵   | ۰۹:۳۳:۲۲           | ۱۱۲        | جزئی   | ۰٫۶۶۴۱ | —                 | ۶۱°۱۲′جنوبی ۵۷°۰۰′غربی / ۶۱٫۲°جنوبی ۵۷٫۰°غربی   | —                      |                 | [ ۱ ]    |
| ۱۱ مارس ۶۶۶    | ۱۶:۵۹:۴۰           | ۷۹         | حلقه‌ای | ۰٫۹۲۷۵ | ۰۶ دقیقه ۳۴ ثانیه | ۴۷°۵۴′جنوبی ۱۸°۴۸′غربی / ۴۷٫۹°جنوبی ۱۸٫۸°غربی   | ۴۶۱ کیلومتر (۲۸۶ مایل) |                 | [ ۱ ]    |
| ۴ سپتامبر ۶۶۶  | ۱۶:۰۹:۳۴           | ۸۴         | کامل   | ۱٫۰۵۲۴ | ۰۳ دقیقه ۳۱ ثانیه | ۴۸°۳۰′شمالی ۱۲°۱۸′غربی / ۴۸٫۵°شمالی ۱۲٫۳°غربی   | ۲۶۹ کیلومتر (۱۶۷ مایل) |                 | [ ۱ ]    |
| ۲۸ فوریه ۶۶۷   | ۱۷:۳۱:۳۶           | ۸۹         | حلقه‌ای | ۰٫۹۵۰۶ | ۰۵ دقیقه ۲۳ ثانیه | ۱۱°۱۸′جنوبی ۶۰°۰۶′غربی / ۱۱٫۳°جنوبی ۶۰٫۱°غربی   | ۱۸۲ کیلومتر (۱۱۳ مایل) |                 | [ ۱ ]    |
| ۲۵ اوت ۶۶۷     | ۰۶:۲۷:۳۷           | ۹۴         | کامل   | ۱٫۰۱۸۰ | ۰۱ دقیقه ۴۰ ثانیه | ۱۳°۱۸′شمالی ۱۰۱°۴۸′شرقی / ۱۳٫۳°شمالی ۱۰۱٫۸°شرقی | ۶۲ کیلومتر (۳۹ مایل)   |                 | [ ۱ ]    |
| ۱۸ فوریه ۶۶۸   | ۰۰:۰۲:۴۴           | ۹۹         | حلقه‌ای | ۰٫۹۹۵۹ | ۰۰ دقیقه ۲۳ ثانیه | ۲۴°۳۰′شمالی ۱۷۸°۰۶′غربی / ۲۴٫۵°شمالی ۱۷۸٫۱°غربی | ۱۸ کیلومتر (۱۱ مایل)   |                 | [ ۱ ]    |
| ۱۳ اوت ۶۶۸     | ۱۴:۳۱:۱۷           | ۱۰۴        | حلقه‌ای | ۰٫۹۶۱۹ | ۰۴ دقیقه ۰۰ ثانیه | ۲۸°۰۶′جنوبی ۴۰°۱۸′غربی / ۲۸٫۱°جنوبی ۴۰٫۳°غربی   | ۱۹۴ کیلومتر (۱۲۱ مایل) |                 | [ ۱ ]    |
| ۸ ژانویه ۶۶۹   | ۰۳:۰۳:۱۸           | ۷۱         | جزئی   | ۰٫۳۲۷۵ | —                 | ۶۳°۵۴′جنوبی ۶۰°۴۸′غربی / ۶۳٫۹°جنوبی ۶۰٫۸°غربی   | —                      |                 | [ ۱ ]    |
| ۶ فوریه ۶۶۹    | ۱۳:۱۱:۲۲           | ۱۰۹        | جزئی   | ۰٫۴۵۴۱ | —                 | ۶۱°۵۴′شمالی ۵۷°۳۰′غربی / ۶۱٫۹°شمالی ۵۷٫۵°غربی   | —                      |                 | [ ۱ ]    |
| ۴ ژوئیه ۶۶۹    | ۰۰:۴۶:۰۷           | ۷۶         | جزئی   | ۰٫۳۰۰۸ | —                 | ۶۴°۳۰′شمالی ۲۱°۵۴′غربی / ۶۴٫۵°شمالی ۲۱٫۹°غربی   | —                      |                 | [ ۱ ]    |
| ۲ اوت ۶۶۹      | ۱۶:۰۶:۰۶           | ۱۱۴        | جزئی   | ۰٫۱۳۳۶ | —                 | ۶۲°۲۴′جنوبی ۹۷°۱۸′غربی / ۶۲٫۴°جنوبی ۹۷٫۳°غربی   | —                      |                 | [ ۱ ]    |
| ۲۸ دسامبر ۶۶۹  | ۱۸:۲۹:۳۴           | ۸۱         | کامل   | ۱٫۰۲۲۷ | ۰۱ دقیقه ۳۰ ثانیه | ۶۸°۰۰′جنوبی ۵۸°۵۴′غربی / ۶۸٫۰°جنوبی ۵۸٫۹°غربی   | ۱۱۲ کیلومتر (۷۰ مایل)  |                 | [ ۱ ]    |
| ۲۳ ژوئیه ۶۷۰   | ۰۴:۲۶:۰۶           | ۸۶         | حلقه‌ای | ۰٫۹۸۸۳ | ۰۰ دقیقه ۵۸ ثانیه | ۵۹°۱۲′شمالی ۱۳۸°۲۴′شرقی / ۵۹٫۲°شمالی ۱۳۸٫۴°شرقی | ۵۱ کیلومتر (۳۲ مایل)   |                 | [ ۱ ]    |
| ۱۸ دسامبر ۶۷۰  | ۰۵:۴۶:۴۶           | ۹۱         | حلقه‌ای | ۰٫۹۷۴۴ | ۰۲ دقیقه ۴۹ ثانیه | ۲۶°۰۶′جنوبی ۱۱۰°۴۸′شرقی / ۲۶٫۱°جنوبی ۱۱۰٫۸°شرقی | ۹۲ کیلومتر (۵۷ مایل)   |                 | [ ۱ ]    |
| ۱۲ ژوئیه ۶۷۱   | ۱۵:۱۹:۳۹           | ۹۶         | کامل   | ۱٫۰۴۷۳ | ۰۴ دقیقه ۴۸ ثانیه | ۱۱°۲۴′شمالی ۳۴°۱۸′غربی / ۱۱٫۴°شمالی ۳۴٫۳°غربی   | ۱۶۱ کیلومتر (۱۰۰ مایل) |                 | [ ۱ ]    |
| ۷ دسامبر ۶۷۱   | ۰۹:۴۸:۱۸           | ۱۰۱        | حلقه‌ای | ۰٫۹۲۳۸ | ۱۰ دقیقه ۱۸ ثانیه | ۱۹°۲۴′شمالی ۴۸°۱۲′شرقی / ۱۹٫۴°شمالی ۴۸٫۲°شرقی   | ۳۸۹ کیلومتر (۲۴۲ مایل) |                 | [ ۱ ]    |
| ۱ ژوئیه ۶۷۲    | ۰۷:۳۰:۴۶           | ۱۰۶        | کامل   | ۱٫۰۶۸۰ | ۰۵ دقیقه ۰۶ ثانیه | ۴۸°۰۶′جنوبی ۸۵°۲۴′شرقی / ۴۸٫۱°جنوبی ۸۵٫۴°شرقی   | ۶۶۳ کیلومتر (۴۱۲ مایل) |                 | [ ۱ ]    |
| ۲۵ نوامبر ۶۷۲  | ۰۸:۵۴:۲۶           | ۱۱۱        | جزئی   | ۰٫۳۶۹۴ | —                 | ۶۸°۰۰′شمالی ۷۲°۰۰′شرقی / ۶۸٫۰°شمالی ۷۲٫۰°شرقی   | —                      |                 | [ ۱ ]    |
| ۲۲ آوریل ۶۷۳   | ۱۶:۲۶:۱۷           | ۷۸         | کامل   | ۱٫۰۲۷۰ | ۰۱ دقیقه ۴۵ ثانیه | ۶۹°۳۶′شمالی ۸۸°۰۰′غربی / ۶۹٫۶°شمالی ۸۸٫۰°غربی   | ۱۸۸ کیلومتر (۱۱۷ مایل) |                 | [ ۱ ]    |
| ۱۵ اکتبر ۶۷۳   | ۱۹:۵۶:۵۹           | ۸۳         | حلقه‌ای | ۰٫۹۸۰۵ | ۰۱ دقیقه ۲۰ ثانیه | ۶۹°۳۶′جنوبی ۱۵۱°۵۴′غربی / ۶۹٫۶°جنوبی ۱۵۱٫۹°غربی | ۱۷۲ کیلومتر (۱۰۷ مایل) |                 | [ ۱ ]    |
| ۱۲ آوریل ۶۷۴   | ۰۲:۱۲:۲۴           | ۸۸         | حلقه‌ای | ۰٫۹۷۷۸ | ۰۲ دقیقه ۳۱ ثانیه | ۱۶°۴۸′شمالی ۱۶۱°۲۴′شرقی / ۱۶٫۸°شمالی ۱۶۱٫۴°شرقی | ۸۰ کیلومتر (۵۰ مایل)   |                 | [ ۱ ]    |
| ۵ اکتبر ۶۷۴    | ۰۸:۳۳:۲۰           | ۹۳         | کامل   | ۱٫۰۴۳۰ | ۰۳ دقیقه ۵۶ ثانیه | ۱۵°۳۰′جنوبی ۶۲°۲۴′شرقی / ۱۵٫۵°جنوبی ۶۲٫۴°شرقی   | ۱۴۶ کیلومتر (۹۱ مایل)  |                 | [ ۱ ]    |
| ۱ آوریل ۶۷۵    | ۰۴:۴۶:۳۹           | ۹۸         | حلقه‌ای | ۰٫۹۳۷۷ | ۰۷ دقیقه ۱۰ ثانیه | ۳۲°۰۶′جنوبی ۱۳۸°۳۶′شرقی / ۳۲٫۱°جنوبی ۱۳۸٫۶°شرقی | ۲۹۶ کیلومتر (۱۸۴ مایل) |                 | [ ۱ ]    |
| ۲۵ سپتامبر ۶۷۵ | ۰۰:۴۰:۱۱           | ۱۰۳        | کامل   | ۱٫۰۵۵۳ | ۰۴ دقیقه ۳۷ ثانیه | ۲۸°۰۰′شمالی ۱۶۵°۱۲′غربی / ۲۸٫۰°شمالی ۱۶۵٫۲°غربی | ۲۱۲ کیلومتر (۱۳۲ مایل) |                 | [ ۱ ]    |
| ۱۹ فوریه ۶۷۶   | ۱۳:۳۷:۴۳           | ۷۰         | جزئی   | ۰٫۰۳۳۵ | —                 | ۷۱°۰۶′شمالی ۶۱°۳۶′غربی / ۷۱٫۱°شمالی ۶۱٫۶°غربی   | —                      |                 | [ ۱ ]    |
| ۲۰ مارس ۶۷۶    | ۰۵:۰۰:۴۴           | ۱۰۸        | جزئی   | ۰٫۳۶۶۷ | —                 | ۷۲°۰۰′جنوبی ۱۵۰°۰۶′غربی / ۷۲٫۰°جنوبی ۱۵۰٫۱°غربی | —                      |                 | [ ۱ ]    |
| ۱۵ اوت ۶۷۶     | ۰۴:۴۷:۴۲           | ۷۵         | جزئی   | ۰٫۱۸۳۶ | —                 | ۷۰°۴۲′جنوبی ۷۷°۵۴′شرقی / ۷۰٫۷°جنوبی ۷۷٫۹°شرقی   | —                      |                 | [ ۱ ]    |
| ۱۳ سپتامبر ۶۷۶ | ۱۵:۳۷:۱۲           | ۱۱۳        | جزئی   | ۰٫۵۳۵۲ | —                 | ۷۱°۴۸′شمالی ۵۸°۴۲′شرقی / ۷۱٫۸°شمالی ۵۸٫۷°شرقی   | —                      |                 | [ ۱ ]    |
| ۷ فوریه ۶۷۷    | ۲۲:۰۸:۱۶           | ۸۰         | مرکب   | ۱٫۰۰۷۳ | ۰۰ دقیقه ۴۰ ثانیه | ۳۴°۲۴′شمالی ۱۴۳°۴۲′غربی / ۳۴٫۴°شمالی ۱۴۳٫۷°غربی | ۳۹ کیلومتر (۲۴ مایل)   |                 | [ ۱ ]    |
| ۴ اوت ۶۷۷      | ۱۰:۵۲:۲۲           | ۸۵         | حلقه‌ای | ۰٫۹۵۲۱ | ۰۵ دقیقه ۳۳ ثانیه | ۳۱°۰۰′جنوبی ۲۴°۴۲′شرقی / ۳۱٫۰°جنوبی ۲۴٫۷°شرقی   | ۲۶۲ کیلومتر (۱۶۳ مایل) |                 | [ ۱ ]    |
| ۲۸ ژانویه ۶۷۸  | ۱۲:۲۸:۳۴           | ۹۰         | کامل   | ۱٫۰۵۰۱ | ۰۴ دقیقه ۴۰ ثانیه | ۱۴°۴۸′جنوبی ۱۳°۰۰′شرقی / ۱۴٫۸°جنوبی ۱۳٫۰°شرقی   | ۱۶۶ کیلومتر (۱۰۳ مایل) |                 | [ ۱ ]    |
| ۲۴ ژوئیه ۶۷۸   | ۱۱:۳۴:۰۷           | ۹۵         | حلقه‌ای | ۰٫۹۴۵۵ | ۰۷ دقیقه ۱۱ ثانیه | ۱۹°۳۶′شمالی ۲۴°۰۶′شرقی / ۱۹٫۶°شمالی ۲۴٫۱°شرقی   | ۲۰۱ کیلومتر (۱۲۵ مایل) |                 | [ ۱ ]    |
| ۱۸ ژانویه ۶۷۹  | ۰۴:۲۱:۴۰           | ۱۰۰        | کامل   | ۱٫۰۳۶۰ | ۰۲ دقیقه ۳۳ ثانیه | ۵۹°۰۶′جنوبی ۱۴۳°۳۰′شرقی / ۵۹٫۱°جنوبی ۱۴۳٫۵°شرقی | ۱۵۷ کیلومتر (۹۸ مایل)  |                 | [ ۱ ]    |
| ۱۳ ژوئیه ۶۷۹   | ۱۳:۵۳:۴۶           | ۱۰۵        | حلقه‌ای | ۰٫۹۷۲۴ | ۰۲ دقیقه ۰۷ ثانیه | ۷۰°۳۶′شمالی ۲°۱۸′غربی / ۷۰٫۶°شمالی ۲٫۳°غربی     | ۱۵۱ کیلومتر (۹۴ مایل)  |                 | [ ۱ ]    |
| ۹ دسامبر ۶۷۹   | ۰۲:۲۰:۰۲           | ۷۲         | جزئی   | ۰٫۰۹۱۱ | —                 | ۶۴°۵۴′شمالی ۱۷۵°۳۰′غربی / ۶۴٫۹°شمالی ۱۷۵٫۵°غربی | —                      |                 | [ ۱ ]    |
| ۷ ژانویه ۶۸۰   | ۱۷:۰۶:۱۸           | ۱۱۰        | جزئی   | ۰٫۳۲۷۶ | —                 | ۶۷°۴۲′جنوبی ۱۱۴°۱۸′شرقی / ۶۷٫۷°جنوبی ۱۱۴٫۳°شرقی | —                      |                 | [ ۱ ]    |
| ۲ ژوئیه ۶۸۰    | ۱۵:۰۴:۵۹           | ۷۷         | جزئی   | ۰٫۸۱۰۹ | —                 | ۶۴°۲۴′جنوبی ۱°۳۰′غربی / ۶۴٫۴°جنوبی ۱٫۵°غربی     | —                      |                 | [ ۱ ]    |
| ۱ ژوئیه ۶۸۰    | ۲۳:۱۰:۱۸           | ۱۱۵        | جزئی   | ۰٫۱۴۵۶ | —                 | ۶۷°۰۰′شمالی ۲۹°۴۸′شرقی / ۶۷٫۰°شمالی ۲۹٫۸°شرقی   | —                      |                 | [ ۱ ]    |
| ۲۷ نوامبر ۶۸۰  | ۰۴:۲۴:۵۳           | ۸۲         | حلقه‌ای | ۰٫۹۱۳۳ | ۱۰ دقیقه ۰۸ ثانیه | ۳۷°۱۸′شمالی ۱۴۴°۲۴′شرقی / ۳۷٫۳°شمالی ۱۴۴٫۴°شرقی | ۶۷۳ کیلومتر (۴۱۸ مایل) |                 | [ ۱ ]    |
| ۲۳ مه ۶۸۱      | ۰۷:۵۸:۱۷           | ۸۷         | کامل   | ۱٫۰۷۹۷ | ۰۷ دقیقه ۱۰ ثانیه | ۱°۱۲′شمالی ۸۱°۱۲′شرقی / ۱٫۲°شمالی ۸۱٫۲°شرقی     | ۲۷۴ کیلومتر (۱۷۰ مایل) |                 | [ ۱ ]    |
| ۱۶ نوامبر ۶۸۱  | ۰۳:۲۷:۱۶           | ۹۲         | حلقه‌ای | ۰٫۹۲۶۴ | ۰۹ دقیقه ۲۹ ثانیه | ۹°۱۲′جنوبی ۱۴۵°۱۸′شرقی / ۹٫۲°جنوبی ۱۴۵٫۳°شرقی   | ۲۸۲ کیلومتر (۱۷۵ مایل) |                 | [ ۱ ]    |
| ۱۳ مه ۶۸۲      | ۰۰:۲۳:۵۰           | ۹۷         | کامل   | ۱٫۰۴۹۴ | ۰۳ دقیقه ۵۴ ثانیه | ۴۰°۴۸′شمالی ۱۷۸°۴۲′شرقی / ۴۰٫۸°شمالی ۱۷۸٫۷°شرقی | ۱۷۸ کیلومتر (۱۱۱ مایل) |                 | [ ۱ ]    |
| ۵ نوامبر ۶۸۲   | ۰۷:۰۴:۳۷           | ۱۰۲        | حلقه‌ای | ۰٫۹۷۰۶ | ۰۲ دقیقه ۳۵ ثانیه | ۴۴°۱۸′جنوبی ۷۱°۰۰′شرقی / ۴۴٫۳°جنوبی ۷۱٫۰°شرقی   | ۱۲۲ کیلومتر (۷۶ مایل)  |                 | [ ۱ ]    |
| ۲ مه ۶۸۳       | ۱۱:۵۰:۵۲           | ۱۰۷        | جزئی   | ۰٫۶۱۳۵ | —                 | ۶۲°۱۲′شمالی ۱۰۵°۴۲′غربی / ۶۲٫۲°شمالی ۱۰۵٫۷°غربی | —                      |                 | [ ۱ ]    |
| ۲۶ سپتامبر ۶۸۳ | ۰۷:۵۴:۴۳           | ۷۴         | جزئی   | ۰٫۰۸۲۲ | —                 | ۶۱°۰۰′شمالی ۱۶۱°۱۸′شرقی / ۶۱٫۰°شمالی ۱۶۱٫۳°شرقی | —                      |                 | [ ۱ ]    |
| ۲۵ اکتبر ۶۸۳   | ۱۸:۰۴:۳۳           | ۱۱۲        | جزئی   | ۰٫۶۹۸۱ | —                 | ۶۱°۴۲′جنوبی ۱۶۵°۴۲′شرقی / ۶۱٫۷°جنوبی ۱۶۵٫۷°شرقی | —                      |                 | [ ۱ ]    |
| ۲۲ مارس ۶۸۴    | ۰۰:۰۲:۱۴           | ۷۹         | حلقه‌ای | ۰٫۹۲۹۰ | ۰۶ دقیقه ۲۳ ثانیه | ۴۸°۳۶′جنوبی ۱۲۲°۲۴′غربی / ۴۸٫۶°جنوبی ۱۲۲٫۴°غربی | ۵۳۱ کیلومتر (۳۳۰ مایل) |                 | [ ۱ ]    |
| ۱۵ سپتامبر ۶۸۴ | ۰۰:۱۶:۱۷           | ۸۴         | کامل   | ۱٫۰۴۶۸ | ۰۳ دقیقه ۱۱ ثانیه | ۴۷°۱۲′شمالی ۱۳۳°۳۶′غربی / ۴۷٫۲°شمالی ۱۳۳٫۶°غربی | ۲۶۳ کیلومتر (۱۶۳ مایل) |                 | [ ۱ ]    |
| ۱۱ مارس ۶۸۵    | ۰۰:۵۵:۴۳           | ۸۹         | حلقه‌ای | ۰٫۹۵۵۹ | ۰۴ دقیقه ۴۴ ثانیه | ۹°۱۲′جنوبی ۱۷۱°۱۸′غربی / ۹٫۲°جنوبی ۱۷۱٫۳°غربی   | ۱۶۲ کیلومتر (۱۰۱ مایل) |                 | [ ۱ ]    |
| ۴ سپتامبر ۶۸۵  | ۱۴:۰۹:۲۵           | ۹۴         | مرکب   | ۱٫۰۱۱۶ | ۰۱ دقیقه ۰۴ ثانیه | ۱۱°۳۶′شمالی ۱۳°۴۲′غربی / ۱۱٫۶°شمالی ۱۳٫۷°غربی   | ۴۰ کیلومتر (۲۵ مایل)   |                 | [ ۱ ]    |
| ۲۸ فوریه ۶۸۶   | ۰۸:۰۰:۴۹           | ۹۹         | مرکب   | ۱٫۰۰۲۶ | ۰۰ دقیقه ۱۴ ثانیه | ۲۵°۴۲′شمالی ۶۱°۰۰′شرقی / ۲۵٫۷°شمالی ۶۱٫۰°شرقی   | ۱۱ کیلومتر (۶٫۸ مایل)  |                 | [ ۱ ]    |
| ۲۴ اوت ۶۸۶     | ۲۱:۳۷:۴۶           | ۱۰۴        | حلقه‌ای | ۰٫۹۵۷۳ | ۰۴ دقیقه ۲۷ ثانیه | ۲۶°۴۸′جنوبی ۱۴۷°۴۸′غربی / ۲۶٫۸°جنوبی ۱۴۷٫۸°غربی | ۲۰۲ کیلومتر (۱۲۶ مایل) |                 | [ ۱ ]    |
| ۱۹ ژانویه ۶۸۷  | ۱۱:۴۸:۰۳           | ۷۱         | جزئی   | ۰٫۳۱۰۲ | —                 | ۶۳°۰۶′جنوبی ۱۵۷°۵۴′شرقی / ۶۳٫۱°جنوبی ۱۵۷٫۹°شرقی | —                      |                 | [ ۱ ]    |
| ۱۷ فوریه ۶۸۷   | ۲۱:۳۴:۴۷           | ۱۰۹        | جزئی   | ۰٫۵۰۲۶ | —                 | ۶۱°۲۴′شمالی ۱۶۷°۰۶′شرقی / ۶۱٫۴°شمالی ۱۶۷٫۱°شرقی | —                      |                 | [ ۱ ]    |
| ۱۵ ژوئیه ۶۸۷   | ۰۷:۱۶:۲۵           | ۷۶         | جزئی   | ۰٫۱۶۵۵ | —                 | ۶۳°۴۲′شمالی ۱۲۹°۴۲′غربی / ۶۳٫۷°شمالی ۱۲۹٫۷°غربی | —                      |                 | [ ۱ ]    |
| ۱۳ اوت ۶۸۷     | ۲۲:۵۰:۱۳           | ۱۱۴        | جزئی   | ۰٫۲۵۰۰ | —                 | ۶۱°۴۲′جنوبی ۱۵۲°۰۰′شرقی / ۶۱٫۷°جنوبی ۱۵۲٫۰°شرقی | —                      |                 | [ ۱ ]    |
| ۹ ژانویه ۶۸۸   | ۰۳:۱۳:۰۹           | ۸۱         | کامل   | ۱٫۰۲۱۸ | ۰۱ دقیقه ۲۷ ثانیه | ۶۵°۳۶′جنوبی ۱۷۷°۳۰′شرقی / ۶۵٫۶°جنوبی ۱۷۷٫۵°شرقی | ۱۰۸ کیلومتر (۶۷ مایل)  |                 | [ ۱ ]    |
| ۳ ژوئیه ۶۸۸    | ۱۱:۱۷:۱۷           | ۸۶         | حلقه‌ای | ۰٫۹۸۹۷ | ۰۰ دقیقه ۴۸ ثانیه | ۶۳°۰۶′شمالی ۴۴°۲۴′شرقی / ۶۳٫۱°شمالی ۴۴٫۴°شرقی   | ۴۹ کیلومتر (۳۰ مایل)   |                 | [ ۱ ]    |
| ۲۸ دسامبر ۶۸۸  | ۱۴:۱۵:۱۹           | ۹۱         | حلقه‌ای | ۰٫۹۷۲۳ | ۰۳ دقیقه ۰۲ ثانیه | ۲۵°۴۸′جنوبی ۱۵°۲۴′غربی / ۲۵٫۸°جنوبی ۱۵٫۴°غربی   | ۹۹ کیلومتر (۶۲ مایل)   |                 | [ ۱ ]    |
| ۲۲ ژوئیه ۶۸۹   | ۲۲:۳۴:۴۵           | ۹۶         | کامل   | ۱٫۰۵۰۳ | ۰۴ دقیقه ۵۶ ثانیه | ۱۶°۰۶′شمالی ۱۴۳°۳۶′غربی / ۱۶٫۱°شمالی ۱۴۳٫۶°غربی | ۱۶۸ کیلومتر (۱۰۴ مایل) |                 | [ ۱ ]    |
| ۱۷ دسامبر ۶۸۹  | ۱۷:۵۶:۰۶           | ۱۰۱        | حلقه‌ای | ۰٫۹۲۲۵ | ۱۰ دقیقه ۳۱ ثانیه | ۱۸°۲۴′شمالی ۷۶°۲۴′غربی / ۱۸٫۴°شمالی ۷۶٫۴°غربی   | ۳۹۴ کیلومتر (۲۴۵ مایل) |                 | [ ۱ ]    |
| ۱۲ ژوئیه ۶۹۰   | ۱۴:۵۷:۱۶           | ۱۰۶        | کامل   | ۱٫۰۷۱۸ | ۰۵ دقیقه ۵۲ ثانیه | ۳۶°۴۸′جنوبی ۳۱°۴۲′غربی / ۳۶٫۸°جنوبی ۳۱٫۷°غربی   | ۴۶۹ کیلومتر (۲۹۱ مایل) |                 | [ ۱ ]    |
| ۶ دسامبر ۶۹۰   | ۱۶:۵۷:۵۳           | ۱۱۱        | جزئی   | ۰٫۳۸۰۱ | —                 | ۶۶°۵۴′شمالی ۶۰°۳۶′غربی / ۶۶٫۹°شمالی ۶۰٫۶°غربی   | —                      |                 | [ ۱ ]    |
| ۳ مه ۶۹۱       | ۲۳:۴۸:۱۲           | ۷۸         | کامل   | ۱٫۰۲۲۹ | ۰۱ دقیقه ۲۰ ثانیه | ۷۸°۵۴′شمالی ۱۲۳°۰۰′شرقی / ۷۸٫۹°شمالی ۱۲۳٫۰°شرقی | ۲۳۸ کیلومتر (۱۴۸ مایل) |                 | [ ۱ ]    |
| ۲۷ اکتبر ۶۹۱   | ۰۴:۱۵:۱۷           | ۸۳         | حلقه‌ای | ۰٫۹۸۰۷ | ۰۱ دقیقه ۱۶ ثانیه | ۷۴°۴۲′جنوبی ۷۲°۱۲′شرقی / ۷۴٫۷°جنوبی ۷۲٫۲°شرقی   | ۱۸۴ کیلومتر (۱۱۴ مایل) |                 | [ ۱ ]    |
| ۲۲ آوریل ۶۹۲   | ۰۹:۱۴:۳۶           | ۸۸         | حلقه‌ای | ۰٫۹۷۶۹ | ۰۲ دقیقه ۳۵ ثانیه | ۲۴°۳۰′شمالی ۵۳°۳۶′شرقی / ۲۴٫۵°شمالی ۵۳٫۶°شرقی   | ۸۴ کیلومتر (۵۲ مایل)   |                 | [ ۱ ]    |
| ۱۵ اکتبر ۶۹۲   | ۱۷:۰۰:۵۵           | ۹۳         | کامل   | ۱٫۰۴۲۱ | ۰۳ دقیقه ۴۸ ثانیه | ۲۱°۰۰′جنوبی ۶۵°۵۴′غربی / ۲۱٫۰°جنوبی ۶۵٫۹°غربی   | ۱۴۳ کیلومتر (۸۹ مایل)  |                 | [ ۱ ]    |
| ۱۱ آوریل ۶۹۳   | ۱۱:۳۶:۰۱           | ۹۸         | حلقه‌ای | ۰٫۹۴۰۳ | ۰۷ دقیقه ۲۱ ثانیه | ۲۳°۵۴′جنوبی ۳۱°۴۸′شرقی / ۲۳٫۹°جنوبی ۳۱٫۸°شرقی   | ۲۶۶ کیلومتر (۱۶۵ مایل) |                 | [ ۱ ]    |
| ۵ اکتبر ۶۹۳    | ۰۹:۰۳:۱۱           | ۱۰۳        | کامل   | ۱٫۰۵۱۷ | ۰۴ دقیقه ۳۰ ثانیه | ۲۲°۱۲′شمالی ۶۶°۱۸′شرقی / ۲۲٫۲°شمالی ۶۶٫۳°شرقی   | ۱۹۶ کیلومتر (۱۲۲ مایل) |                 | [ ۱ ]    |
| ۳۱ مارس ۶۹۴    | ۱۲:۰۴:۰۷           | ۱۰۸        | جزئی   | ۰٫۴۶۶۹ | —                 | ۷۱°۴۸′جنوبی ۸۹°۱۸′شرقی / ۷۱٫۸°جنوبی ۸۹٫۳°شرقی   | —                      |                 | [ ۱ ]    |
| ۲۶ اوت ۶۹۴     | ۱۲:۱۵:۰۴           | ۷۵         | جزئی   | ۰٫۰۸۳۲ | —                 | ۷۱°۱۸′جنوبی ۴۷°۵۴′غربی / ۷۱٫۳°جنوبی ۴۷٫۹°غربی   | —                      |                 | [ ۱ ]    |
| ۲۴ سپتامبر ۶۹۴ | ۲۳:۳۹:۱۰           | ۱۱۳        | جزئی   | ۰٫۵۸۸۹ | —                 | ۷۱°۴۸′شمالی ۷۶°۳۶′غربی / ۷۱٫۸°شمالی ۷۶٫۶°غربی   | —                      |                 | [ ۱ ]    |
| ۱۹ فوریه ۶۹۵   | ۰۶:۱۹:۳۹           | ۸۰         | کامل   | ۱٫۰۱۲۶ | ۰۱ دقیقه ۰۵ ثانیه | ۳۹°۳۶′شمالی ۸۸°۴۸′شرقی / ۳۹٫۶°شمالی ۸۸٫۸°شرقی   | ۷۰ کیلومتر (۴۳ مایل)   |                 | [ ۱ ]    |
| ۱۵ اوت ۶۹۵     | ۱۷:۴۷:۰۰           | ۸۵         | حلقه‌ای | ۰٫۹۴۶۳ | ۰۵ دقیقه ۴۶ ثانیه | ۳۹°۴۲′جنوبی ۸۴°۵۴′غربی / ۳۹٫۷°جنوبی ۸۴٫۹°غربی   | ۳۳۸ کیلومتر (۲۱۰ مایل) |                 | [ ۱ ]    |
| ۸ فوریه ۶۹۶    | ۲۰:۵۹:۵۸           | ۹۰         | کامل   | ۱٫۰۵۳۷ | ۰۴ دقیقه ۵۸ ثانیه | ۱۰°۱۸′جنوبی ۱۱۵°۴۸′غربی / ۱۰٫۳°جنوبی ۱۱۵٫۸°غربی | ۱۷۸ کیلومتر (۱۱۱ مایل) |                 | [ ۱ ]    |
| ۳ اوت ۶۹۶      | ۱۸:۱۳:۵۲           | ۹۵         | حلقه‌ای | ۰٫۹۴۳۹ | ۰۷ دقیقه ۳۰ ثانیه | ۱۲°۳۶′شمالی ۷۷°۲۴′غربی / ۱۲٫۶°شمالی ۷۷٫۴°غربی   | ۲۰۸ کیلومتر (۱۲۹ مایل) |                 | [ ۱ ]    |
| ۲۸ ژانویه ۶۹۷  | ۱۲:۵۸:۳۶           | ۱۰۰        | کامل   | ۱٫۰۳۶۷ | ۰۲ دقیقه ۴۱ ثانیه | ۵۴°۵۴′جنوبی ۱۶°۵۴′شرقی / ۵۴٫۹°جنوبی ۱۶٫۹°شرقی   | ۱۵۸ کیلومتر (۹۸ مایل)  |                 | [ ۱ ]    |
| ۲۳ ژوئیه ۶۹۷   | ۲۰:۴۶:۰۱           | ۱۰۵        | حلقه‌ای | ۰٫۹۷۴۹ | ۰۲ دقیقه ۰۴ ثانیه | ۶۱°۴۲′شمالی ۱۰۳°۳۰′غربی / ۶۱٫۷°شمالی ۱۰۳٫۵°غربی | ۱۲۲ کیلومتر (۷۶ مایل)  |                 | [ ۱ ]    |
| ۱۹ دسامبر ۶۹۷  | ۱۰:۴۲:۱۹           | ۷۲         | جزئی   | ۰٫۰۷۹۸ | —                 | ۶۵°۵۴′شمالی ۴۸°۰۶′شرقی / ۶۵٫۹°شمالی ۴۸٫۱°شرقی   | —                      |                 | [ ۱ ]    |
| ۱۸ ژانویه ۶۹۸  | ۰۱:۳۲:۲۹           | ۱۱۰        | جزئی   | ۰٫۳۳۵۹ | —                 | ۶۸°۴۲′جنوبی ۲۴°۲۴′غربی / ۶۸٫۷°جنوبی ۲۴٫۴°غربی   | —                      |                 | [ ۱ ]    |
| ۱۳ ژوئیه ۶۹۸   | ۲۲:۲۴:۲۲           | ۷۷         | جزئی   | ۰٫۶۷۵۰ | —                 | ۶۵°۱۸′جنوبی ۱۲۲°۰۰′غربی / ۶۵٫۳°جنوبی ۱۲۲٫۰°غربی | —                      |                 | [ ۱ ]    |
| ۱۳ ژوئیه ۶۹۸   | ۰۶:۲۵:۲۳           | ۱۱۵        | جزئی   | ۰٫۲۸۵۵ | —                 | ۶۸°۰۰′شمالی ۹۰°۳۶′غربی / ۶۸٫۰°شمالی ۹۰٫۶°غربی   | —                      |                 | [ ۱ ]    |
| ۸ دسامبر ۶۹۸   | ۱۲:۲۸:۴۵           | ۸۲         | حلقه‌ای | ۰٫۹۱۲۰ | ۱۰ دقیقه ۲۸ ثانیه | ۳۷°۴۸′شمالی ۱۹°۰۰′شرقی / ۳۷٫۸°شمالی ۱۹٫۰°شرقی   | ۷۰۷ کیلومتر (۴۳۹ مایل) |                 | [ ۱ ]    |
| ۳ ژوئیه ۶۹۹    | ۱۵:۲۴:۵۵           | ۸۷         | کامل   | ۱٫۰۷۹۲ | ۰۷ دقیقه ۱۷ ثانیه | ۲°۱۲′جنوبی ۳۱°۱۸′غربی / ۲٫۲°جنوبی ۳۱٫۳°غربی     | ۲۸۲ کیلومتر (۱۷۵ مایل) |                 | [ ۱ ]    |
| ۲۷ نوامبر ۶۹۹  | ۱۱:۳۲:۴۳           | ۹۲         | حلقه‌ای | ۰٫۹۲۷۰ | ۰۹ دقیقه ۴۰ ثانیه | ۱۰°۴۲′جنوبی ۲۳°۳۰′شرقی / ۱۰٫۷°جنوبی ۲۳٫۵°شرقی   | ۲۸۰ کیلومتر (۱۷۰ مایل) |                 | [ ۱ ]    |
| ۲۳ مه ۷۰۰      | ۰۷:۴۲:۵۰           | ۹۷         | کامل   | ۱٫۰۴۸۰ | ۰۳ دقیقه ۵۶ ثانیه | ۳۹°۲۴′شمالی ۷۲°۰۰′شرقی / ۳۹٫۴°شمالی ۷۲٫۰°شرقی   | ۱۶۸ کیلومتر (۱۰۴ مایل) |                 | [ ۱ ]    |
| ۱۵ نوامبر ۷۰۰  | ۱۵:۲۷:۳۳           | ۱۰۲        | حلقه‌ای | ۰٫۹۷۲۱ | ۰۲ دقیقه ۲۶ ثانیه | ۴۷°۲۴′جنوبی ۵۳°۰۰′غربی / ۴۷٫۴°جنوبی ۵۳٫۰°غربی   | ۱۱۵ کیلومتر (۷۱ مایل)  |                 | [ ۱ ]    |